# Bosco di Carpenedo
Il bosco di Carpenedo è una piccola area forestale che si estende nei pressi di Carpenedo, sobborgo della Comune di Venezia a nord di Mestre. È l'unica componente dell'ambizioso programma del bosco di Mestre ad essere riconosciuta come zona di protezione speciale (agosto 2003) e sito di interesse comunitario (dicembre 2004).
È costituito da due porzioni separate, una a sud della regionale 14 bis (sito VE002), l'altra a nord, nella porzione occidentale del perimetro di Forte Carpenedo (sito VE034).

## Storia

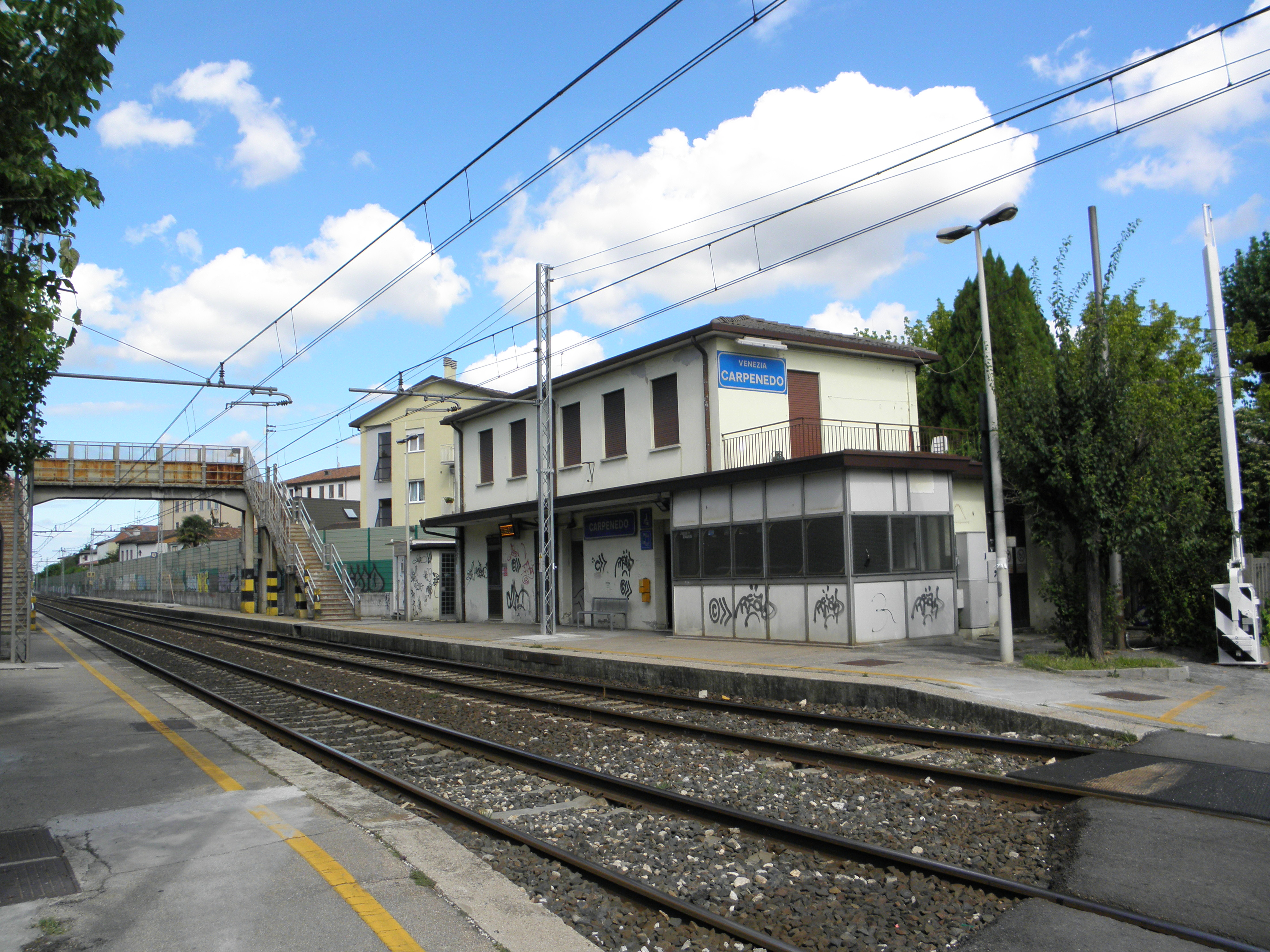
Dalla stazione di Carpenedo, procedendo lungo via Trezzo, si prende via Tinto la quale porta alla via che da direttamente all'ingresso del bosco, via del Boschetto.

### Storia del bosco
L'area comunemente identificata come "bosco di Carpenedo" si estende per 13 ettari, all'incrocio tra le vie del Tinto e del Boschetto. Il bosco originale, l'antico bosco di Valdemar, è citato già nel 1532 in una mappa di Angelo del Cortivo. Ancora ai primi del Novecento, il bosco raggiungeva la strada del Terraglio per un'estensione di circa 150 ettari; il taglio del bosco avvenne inizialmente durante la prima guerra mondiale per sostentare l'economia di guerra e poi nel 1944.
Nel 1982 venne presentato un progetto per la realizzazione del nuovo ospedale di Mestre, sviluppato da un gruppo coordinato da Carlo Aymonino, all'estremo nord-ovest dell'area; ma in forza della legge Galasso 1985 venne apposto il vincolo paesaggistico, a tutela anche delle aree collocate immediatamente a sud presso le ville Matter, Cassi e Bottacin, i cui parchi erano in origine parte del bosco. Il progetto si fermò a seguito dell'opposizione di Italia Nostra e di alcune associazioni ambientaliste.

## Il bosco
Il toponimo Carpenedo indica la presenza di boschi di carpino bianco, documentati in questo territorio fin dal 1300 e questo bosco ne rappresenta l'ultimo relitto arrivato fino a noi.
Dal movimento per la sua difesa, minacciato dalla costruzione di un nuovo ospedale, è nata negli anni '80 l'idea di far ri-diventare Mestre "la città del bosco".
L'area è protetta dall'Unione Europea che l'ha classificata come SIC (Sito d'Interesse Comunitario), per la qualità e la rarità degli ambienti che vi si trovano: il bosco planiziale misto di querce insediatesi nell'ultimo post glaciale e i prati mesofili. Inoltre, per le caratteristiche dell'avifauna qui presente, l'area è stata definita anche come ZPS (Zona a Protezione Speciale); l'area fa quindi parte della Rete Natura 2000.
Il Bosco di Carpenedo è costituito da quattro ambienti ben distinti fra loro per un totale di 10 ettari:
- il bosco storico, residuo dell'antico querco-carpineto che in origine ricopriva l'entroterra veneziano;
- i nuovi impianti boschivi realizzati tra il 1990 e il 1998-99;
- i prati stabili, eredità dell'antica sistemazione agraria dell'area;
- gli ambiti umidi delle bassure presenti nei prati e nei fossati.

Adiacente, esiste un'area di circa 3 ettari di proprietà della Provincia di Venezia, riforestata negli anni '98-'99.
L'area è attraversata da percorsi pedonali con aree di sosta dove è possibile affiancare ed osservare le siepi e le zone umide. Le porzioni di prato mesofilo (Habitat protetto), non calpestabili, sono visibili dai percorsi perimetrali. Le attrezzature per la fruizione sono state progettate dallo studio Arbau e dallo studio Insitu e realizzate dall'Ufficio Tecnico del Bosco nel 2009.

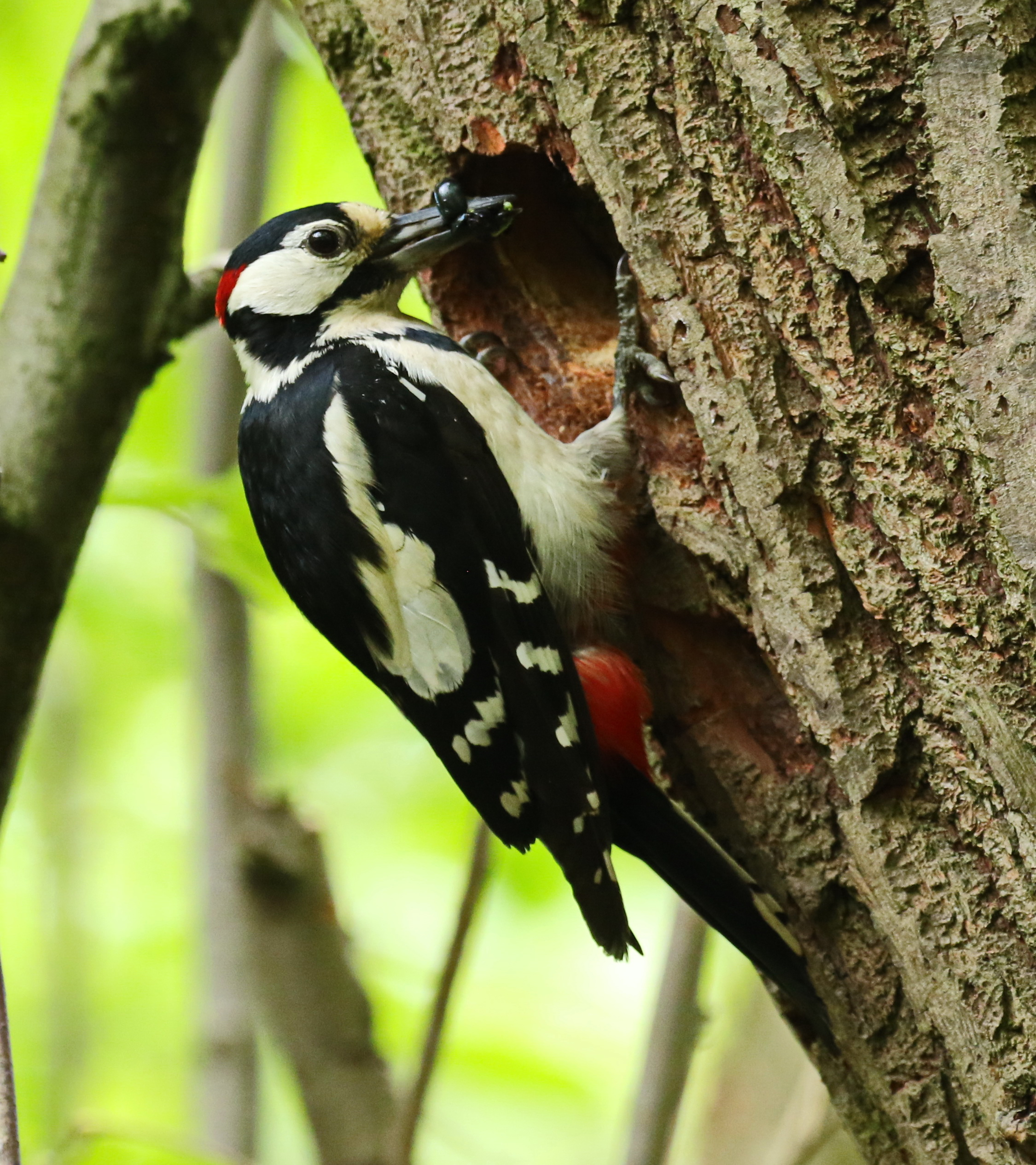
Il picchio rosso maggiore (Dendrocopos major) è il picchio più comune nel bosco di Carpenedo.

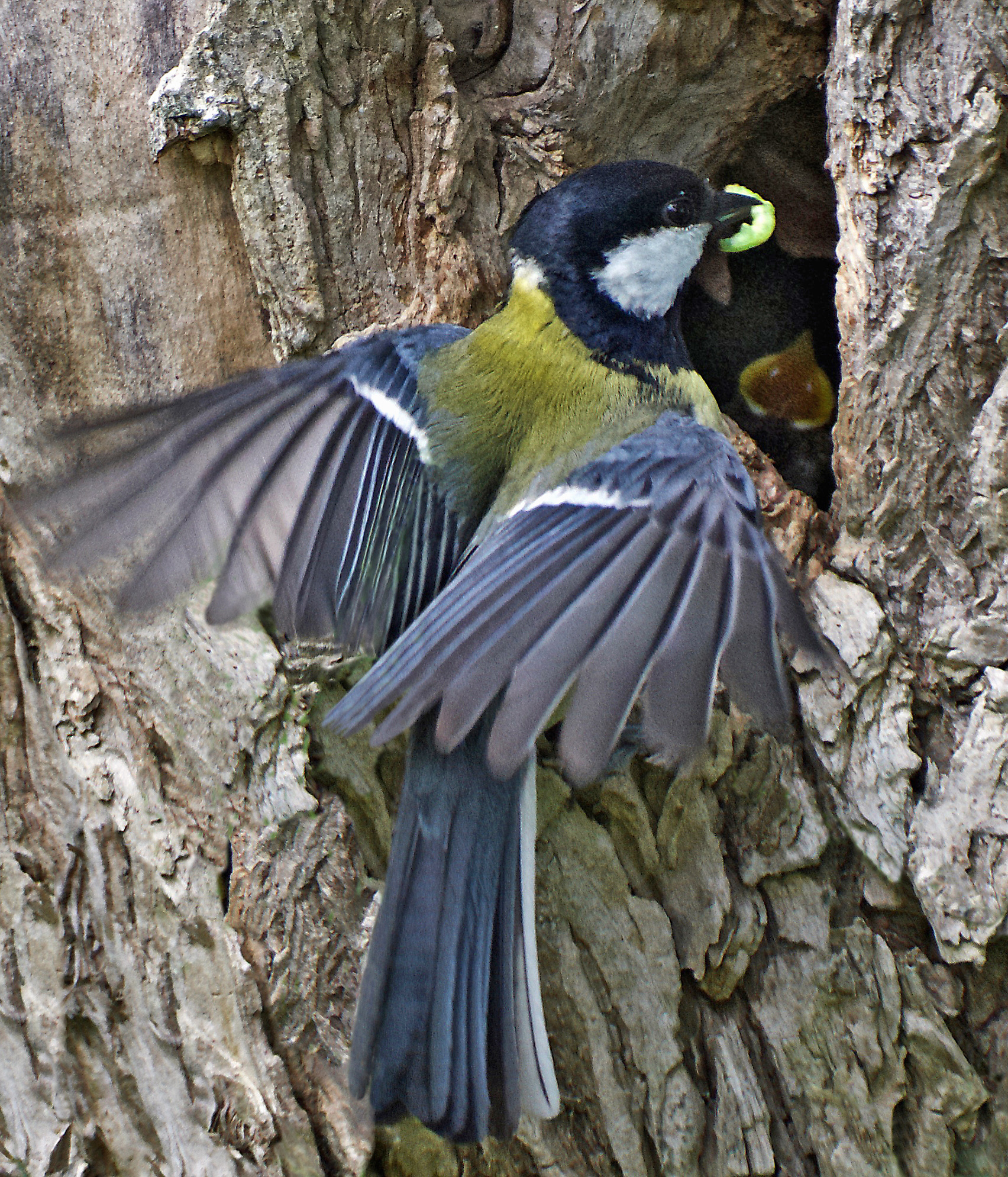
La cinciallegra (Parus major) nidifica nelle cavità degli alberi del bosco di Carpenedo.

## Flora e Fauna
Le pertinenze del Forte Carpenedo, che si estendono per circa 18 ettari, formano la seconda porzione del sito, caratterizzato da una particolare biodiversità che lo connota come un'importante oasi naturale. Il bosco è un ambiente ricco di forme viventi: accanto agli alberi si trovano arbusti, erbe e animali. Tutti questi sono parte integrante dell'ecosistema bosco. Piante e animali del bosco intrecciano fra loro strette relazioni e delicati equilibri ecologici, riconducibili sia alle catene alimentari, sia alla presenza e disponibilità di uno spazio fisico tale da offrire luoghi di rifugio e nidificazione. Tra questi ambienti, uno dei più interessanti è costituito dal "vecchio albero" e dal "legno morto". La presenza di legno morto consente infatti la vita di numerose specie animali: dagli uccelli (picchi e cince) ai mammiferi (ghiri e chirotteri) a numerosissimi insetti.

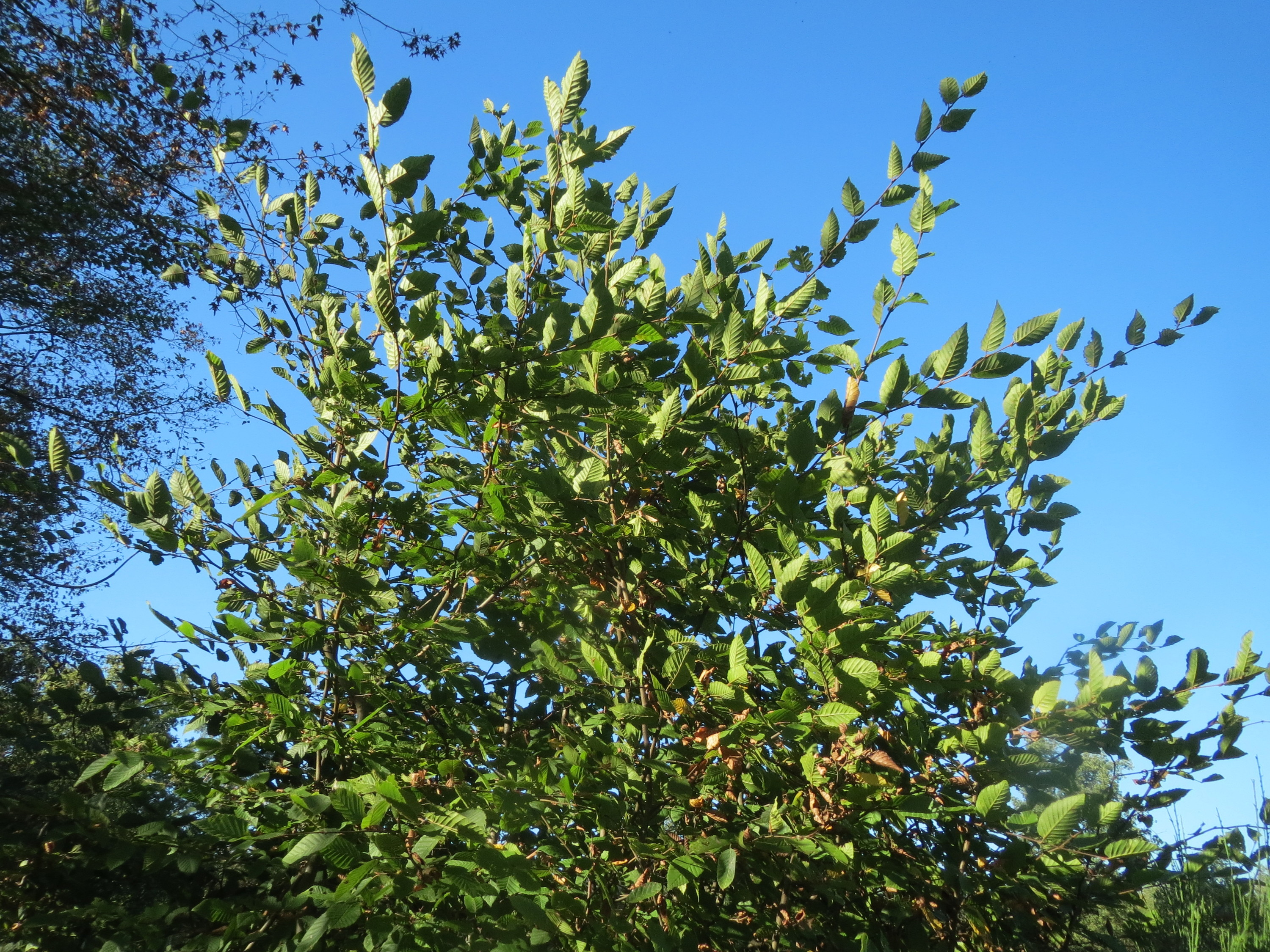
Foglie di carpino bianco (Carpinus betulus), albero da cui il bosco prende il nome "Carpenedo" (versione dialettale veneta di "Carpineto").

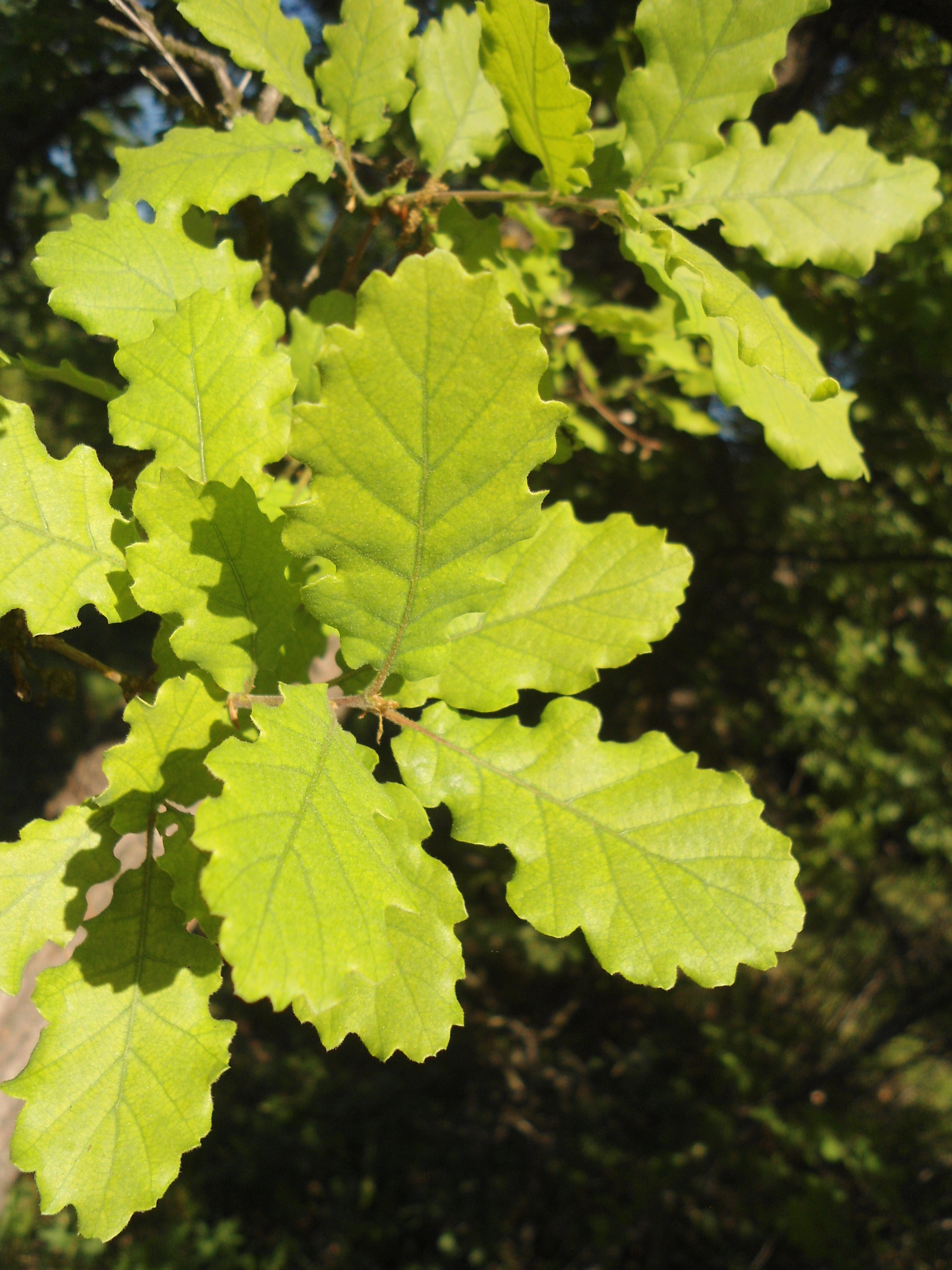
La farnia (Quercus pubescens)

### Flora
Il 40% della superficie del sito è occupata dal bosco "storico", ultimo residuo della grande foresta planiziale ("Asparago Tenuifolii - Quercetum roboris") che si formò nella pianura Veneta nel periodo post-glaciale, e dalle nuove piantumazioni effettuate negli anni 1990. Il "Bosco Vecchio" si caratterizza per una compagine vegetale coetanea, che vede la presenza di specie arboree come il carpino bianco (ne è un'indicazione lo stesso toponimo Carpenedo), la farnia, il frassino minore e l'acero campestre; tra gli arbusti si segnalano l'evonimo europeo, i biancospini e il pallon di maggio. Un bosco "maturo" è costituito strutturalmente da vari "strati" di vegetazione: muschi e licheni a livello del suolo, uno strato erbaceo, uno strato arbustivo, uno strato arboreo basso, uno strato arboreo alto con chiome che sovrastano tutto e specie che necessitano di luce diretta (ad esempio la farnia). Nei boschi "coetanei" la copertura arborea ombreggia uniformemente il suolo e, in questo modo, rende difficoltosa la crescita delle giovani piantine nate da seme ("rinnovazione naturale"). Per consentire che tale processo possa avvenire si interviene con tagli localizzati della vegetazione arborea ("tagli a buche"). Il 30% è costituito da prati umidi e mesofili e il 10% da praterie migliorate, eredità delle attività agricole che hanno interessato la zona. La flora presente nel Forte e nel suo contesto immediato è formata dagli alberi presenti nell'area del Forte che sono principalmente acacie, pioppi e salici, ma sono presenti anche alberi da frutto tra cui meli, ciliegi e gelsi.

### Rettili e anfibi

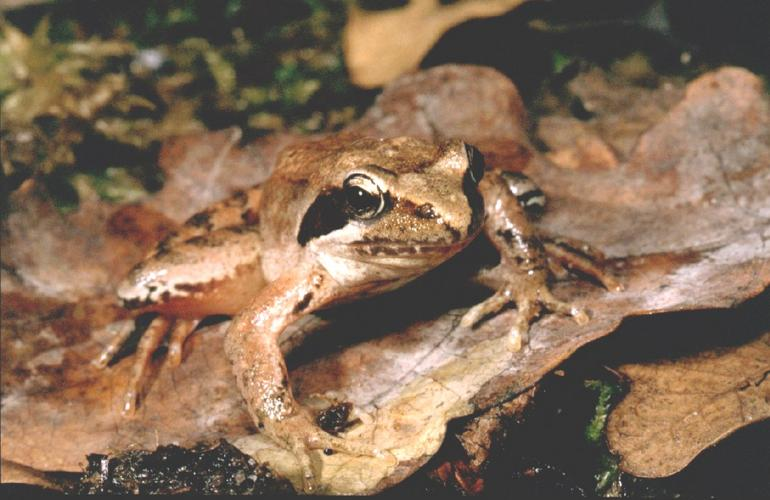
La rana di Lataste (Rana latastei) è una specie protetta, endemica solo di alcuni siti della Pianura Padana.

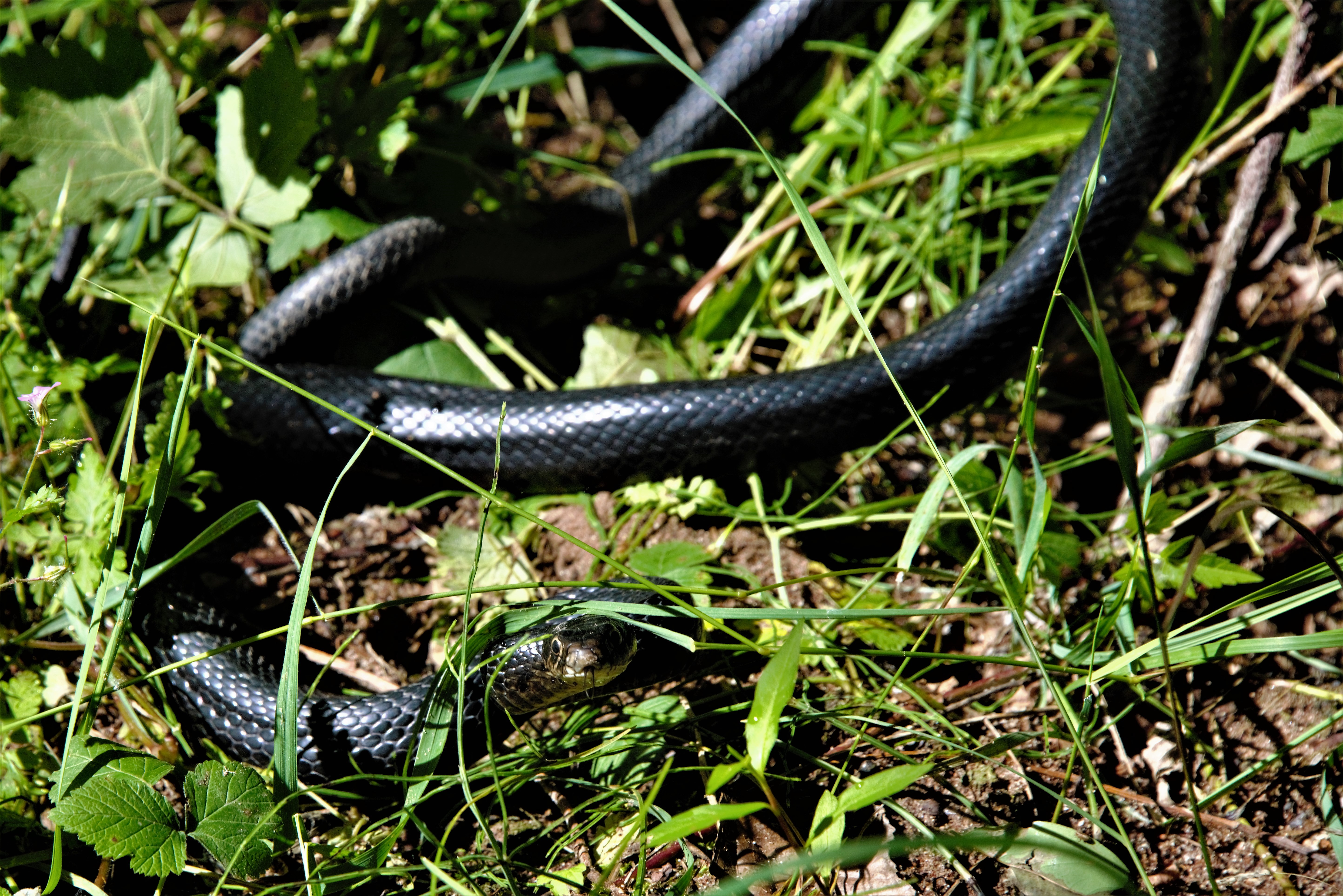
Il biacco carbonaro (Hierophis viridiflavus carbonarius) "carbonasso", si trova nel margine dei boschi.

Vi si possono incontrare gli organismi tipici degli ambienti rurali boscati e degli habitat acquatici minori; tra gli anfibi spiccano la rana di Lataste, il rospo smeraldino e specie più rare come la raganella padana e il tritone punteggiato. Gli anfibi ed i girini sono preda frequente della natrice dal collare, una biscia d'acqua presente nel fogliame del bosco. I rettili sono rappresentati, oltre che dalle bisce e dalla diffusissima lucertola muraiola, anche dal più schivo ramarro, che deve vedersela con il suo diretto predatore, il biacco carbonaro, un grosso serpente non velenoso. Noto localmente come "carbonasso" per la sua colorazione completamente nera, il biacco carbonaro è un endemismo italiano. Nel fossato e nei corsi d'acqua si può trovare con un po' di fortuna anche la nostrana testuggine palustre europea, ormai sempre più rara a causa dell'alloctona tartaruga palustre americana, specie invasiva introdotta in quasi tutti gli ambienti fluviali d'Italia.

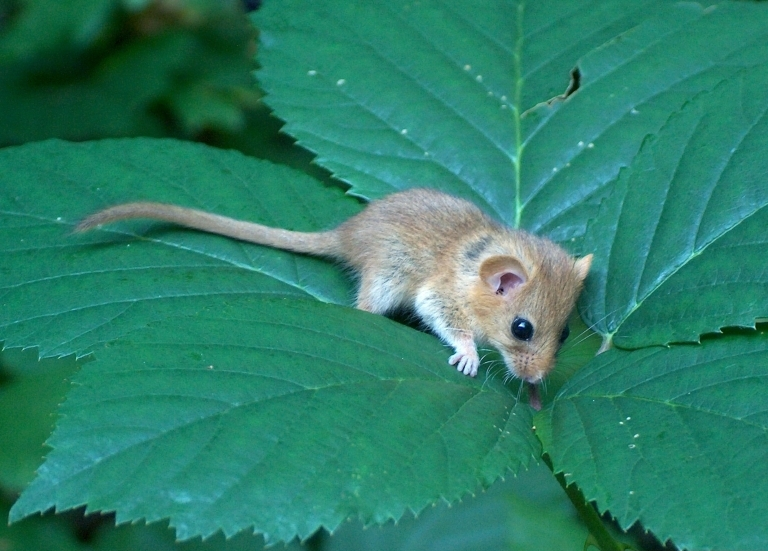
Il moscardino (Muscardinus avellanarius), è un micromammifero del bosco, schivo e difficile da vedere.

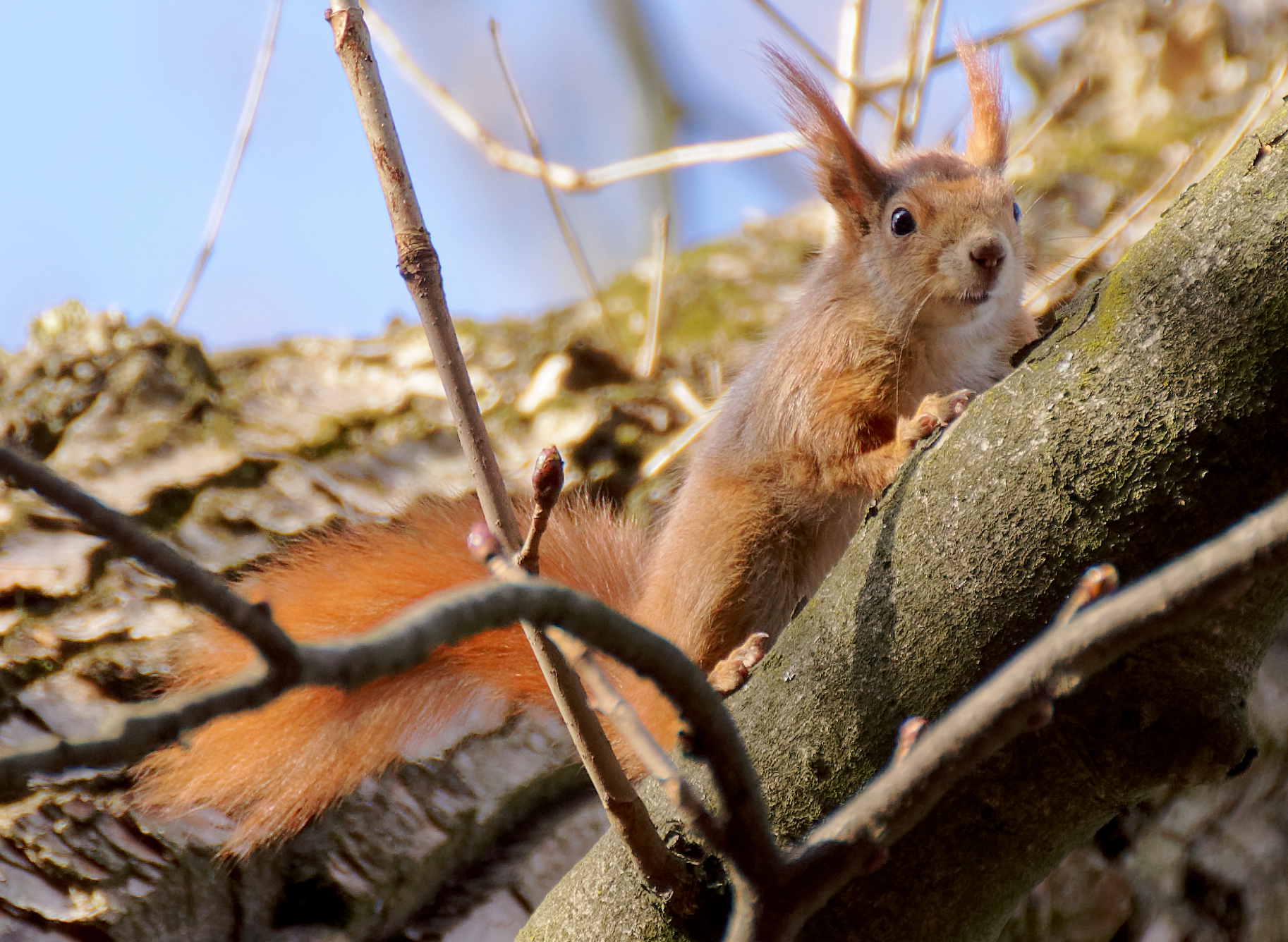
Lo scoiattolo (Sciurus vulgaris) è in aumento nei parchi di Mestre e trova nel bosco di Carpenedo l'habitat ideale.

### Mammiferi
Tra i mammiferi spiccano specie invasive come la nutria nei corsi d'acqua e l'ormai urbanizzato ratto delle chiaviche (pantegana), ma anche mammiferi autoctoni dei nostri boschi, come la talpa, il riccio, la lepre, il piccolo e raro moscardino e lo scoiattolo rosso, di recente rilevazione a Mestre e sempre più abbondante anche nei parchi del centro urbano. Da segnalare tra i micromammiferi anche i topiragno, le crocidure e i pipistrelli, rappresentati da numerose specie tra cui i pipistrelli nani e il ferro di cavallo maggiore, rilevato nel Forte. Può essere considerata rara ed occasionale la presenza della volpe, date le recenti rilevazioni di alcune fatte e l'avvistamento di un esemplare nel Forte di Carpenedo in inverno. Probabile, ma non ancora accertata, la presenza della donnola, della faina e del tasso. Talvolta vi sono sporadiche osservazioni di caprioli nei dintorni di Carpenedo, probabilmente di alcuni esemplari "in gita" da Caorle (dove vi è una popolazione record per numero di esemplari), ma non si esclude neppure che si tratti di esemplari originari dei colli Euganei. C'è un'altra possibilità, anche se remota: "potrebbe esserci anche un nuovo nucleo riproduttivo che si è stabilito nei boschi di Mestre", dice M. Bon.

### Avifauna

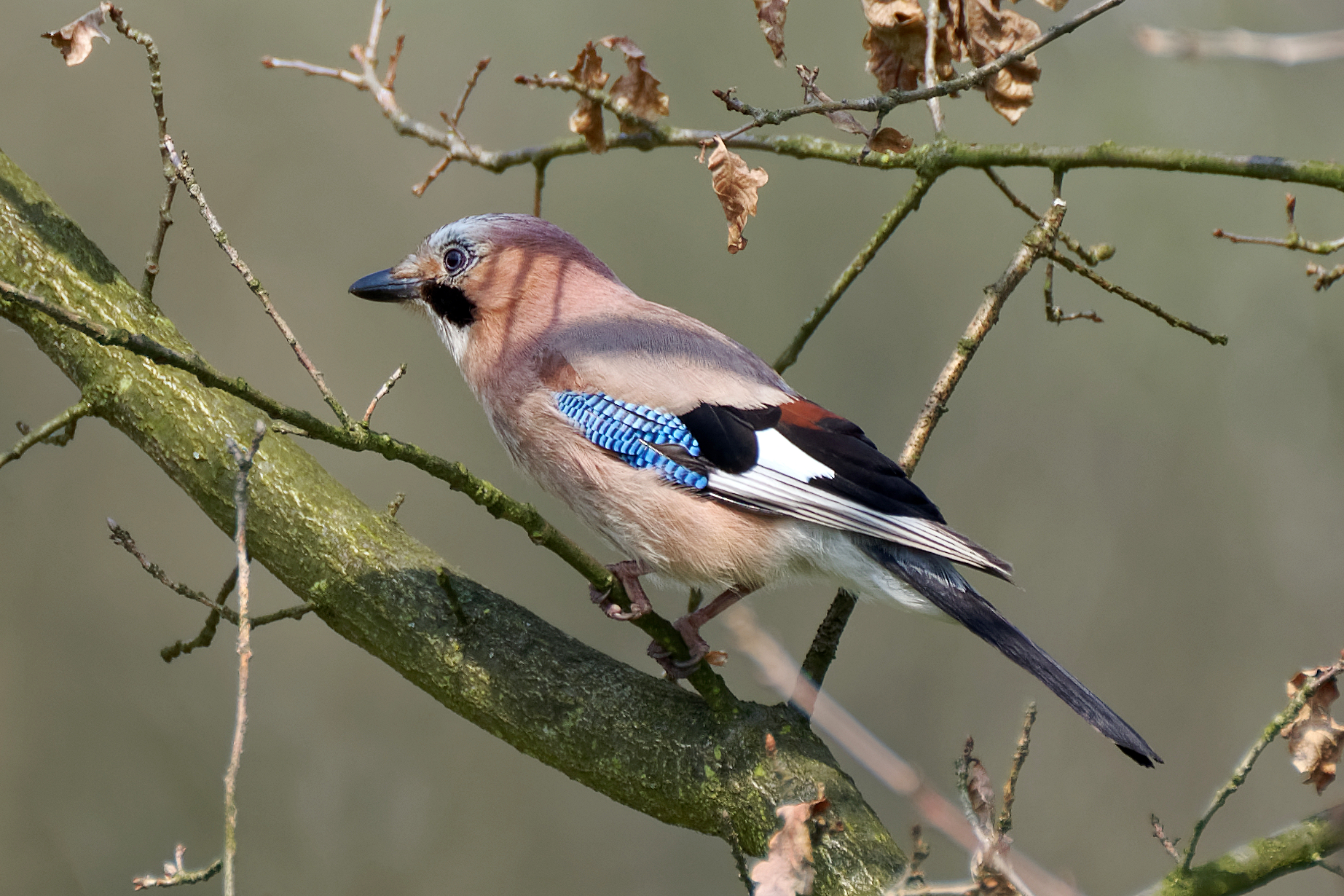
La ghiandaia (Garrulus glandarius) è un tipico abitante dei boschi di pianura, molto comune in ogni periodo.

Molte sono le specie di uccelli presenti nel bosco (sia come svernanti sia come nidificanti); tra le più diffuse ci sono il colombaccio, il merlo, la cornacchia grigia, la gazza, la ghiandaia, la cinciallegra e la tortora dal collare, più comuni in inverno invece il pettirosso e il fringuello. Nei campi coltivati si avvista spesso il fagiano, che talvolta si addentra nelle boscaglie.

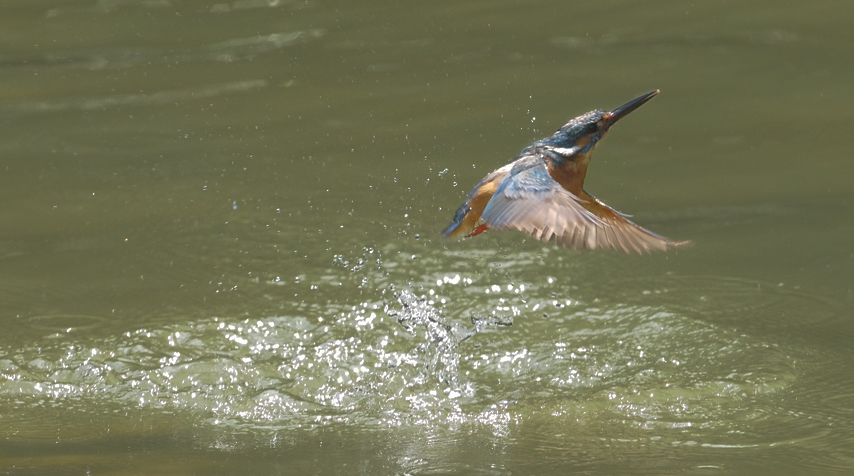
Il martin pescatore (Alcedo atthis) sorveglia i corsi d'acqua in cerca di pesci, anfibi e altre piccole prede.

#### Uccelli acquatici
I corsi d'acqua che intrecciano lungo il bosco sono setacciati dagli ardeidi, come la garzetta e l'airone cenerino (accompagnato dall'airone bianco maggiore in inverno e dall'airone rosso in estate-primavera). L'airone guardabuoi è l'unico ardeide che vive lontano dall'acqua, ma spesso forma grandi stormi che pascolano nei campi che circondano il bosco. Altri uccelli acquatici che frequentano il fossato sono il germano reale, la gallinella d'acqua, il martin pescatore, il cormorano e il marangone minore.

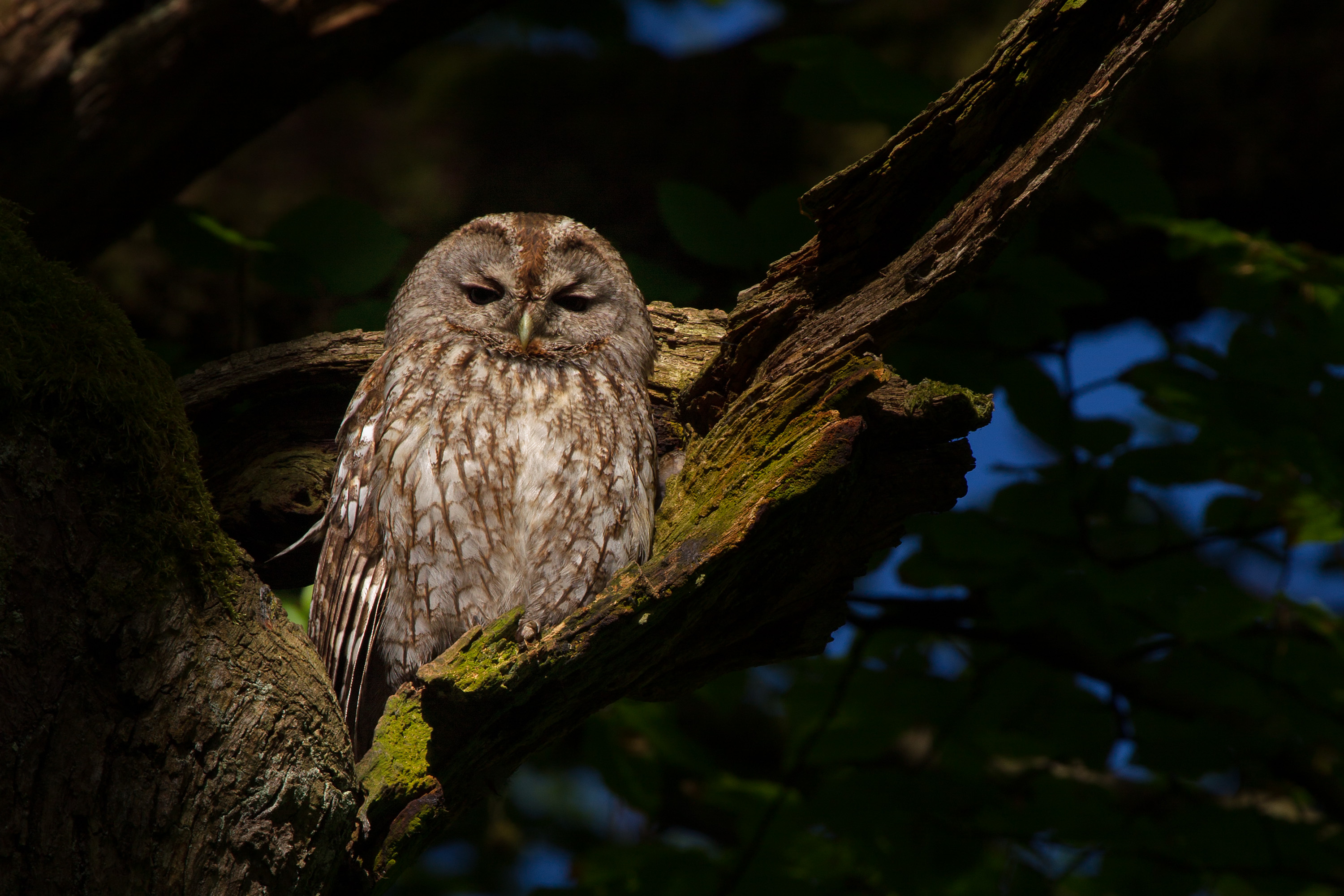
L'allocco (Strix aluco) è il principale predatore dei numerosi roditori che di notte si muovono per il bosco.

#### Rapaci

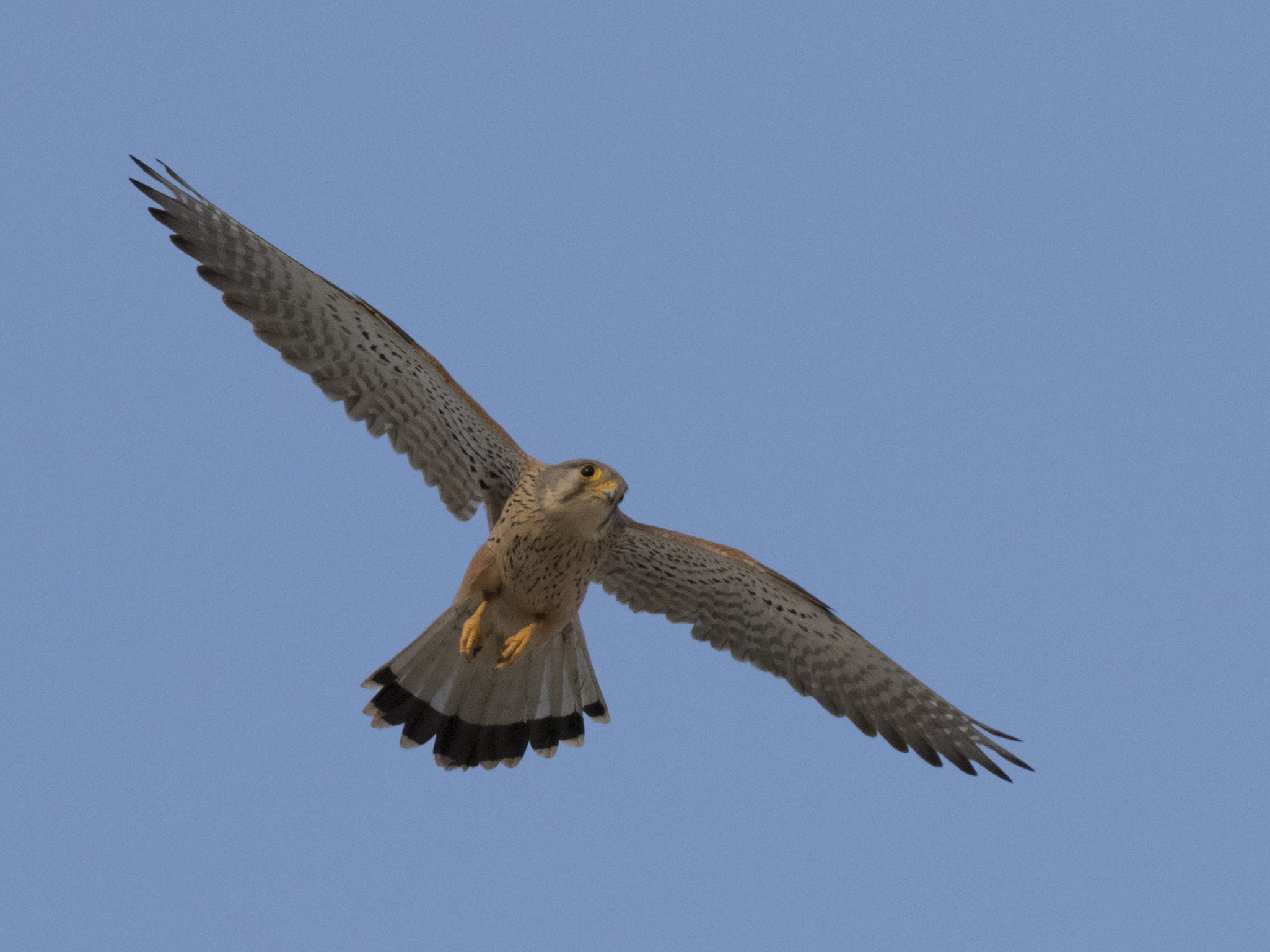
Il gheppio (Falco tinnunculus) sorvola attentamente i campi in cerca di roditori o altre piccole prede.

Tra gli uccelli rapaci, il più comune è il gheppio, che compie voli stazionari nei campi adiacenti al bosco in cerca di roditori. Nel fitto della boscaglia si trova invece lo sparviere, che caccia prevalentemente uccelli. D'inverno sono un po' più comuni specie più rare come l'albanella reale e la poiana, che volano in perlustrazione di campi aperti a quote basse (la prima) e quote alte (la seconda). Tra i rapaci notturni, riconoscibili per le vocalizzazioni emesse di notte, vivono certamente nel bosco l'allocco, il gufo comune e l'assiolo (presente in primavera e in estate), mentre la civetta predilige i tetti e le cavità del Forte. Il verso più riconoscibile e facile da sentire è quello dell'assiolo, piccolo rapace migratore; il suo richiamo è un tipico "chiù" ripetuto, emesso di notte.

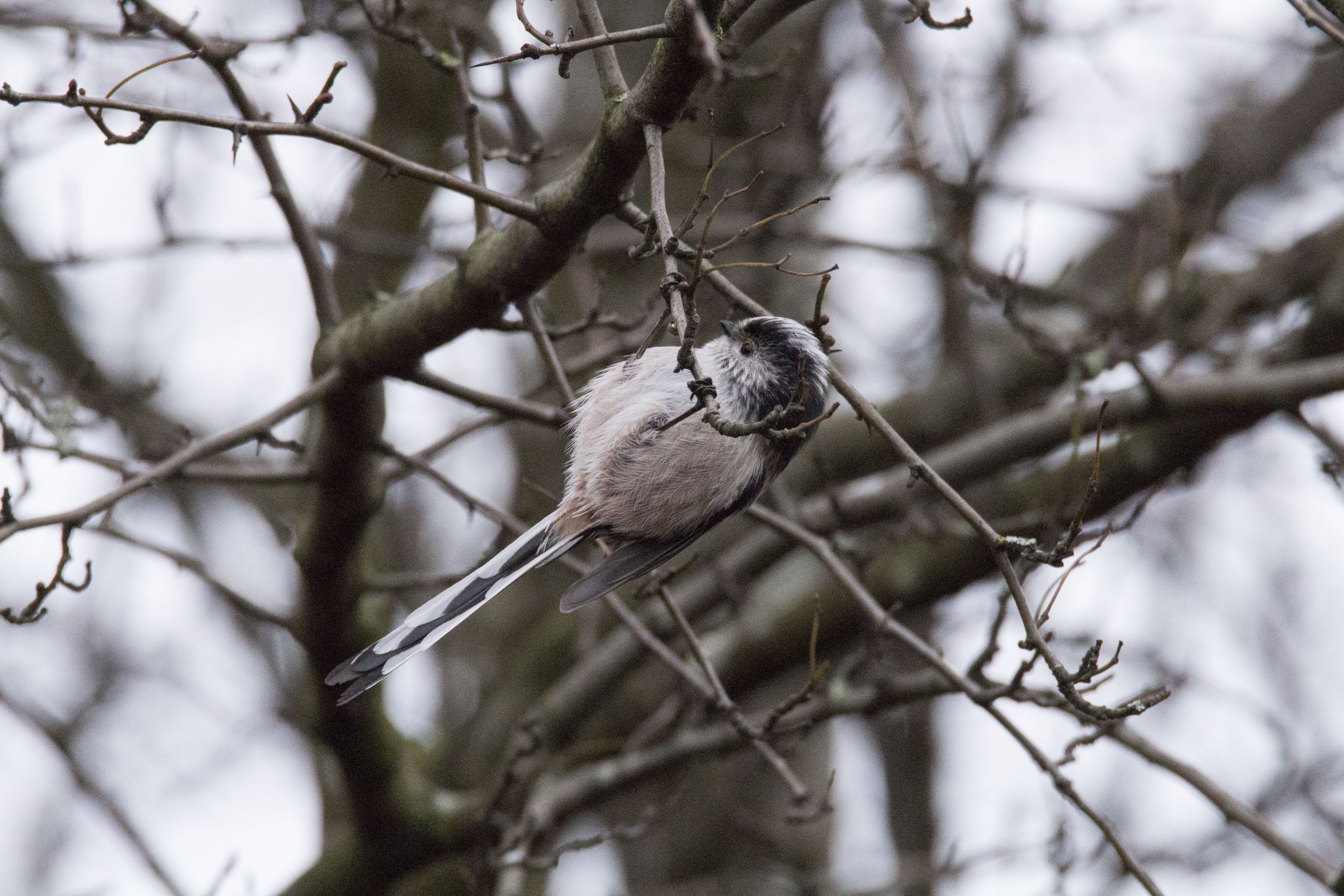
Il codibugnolo (Aegithalos caudatus) si muove nel bosco in gruppi misti con le cince.

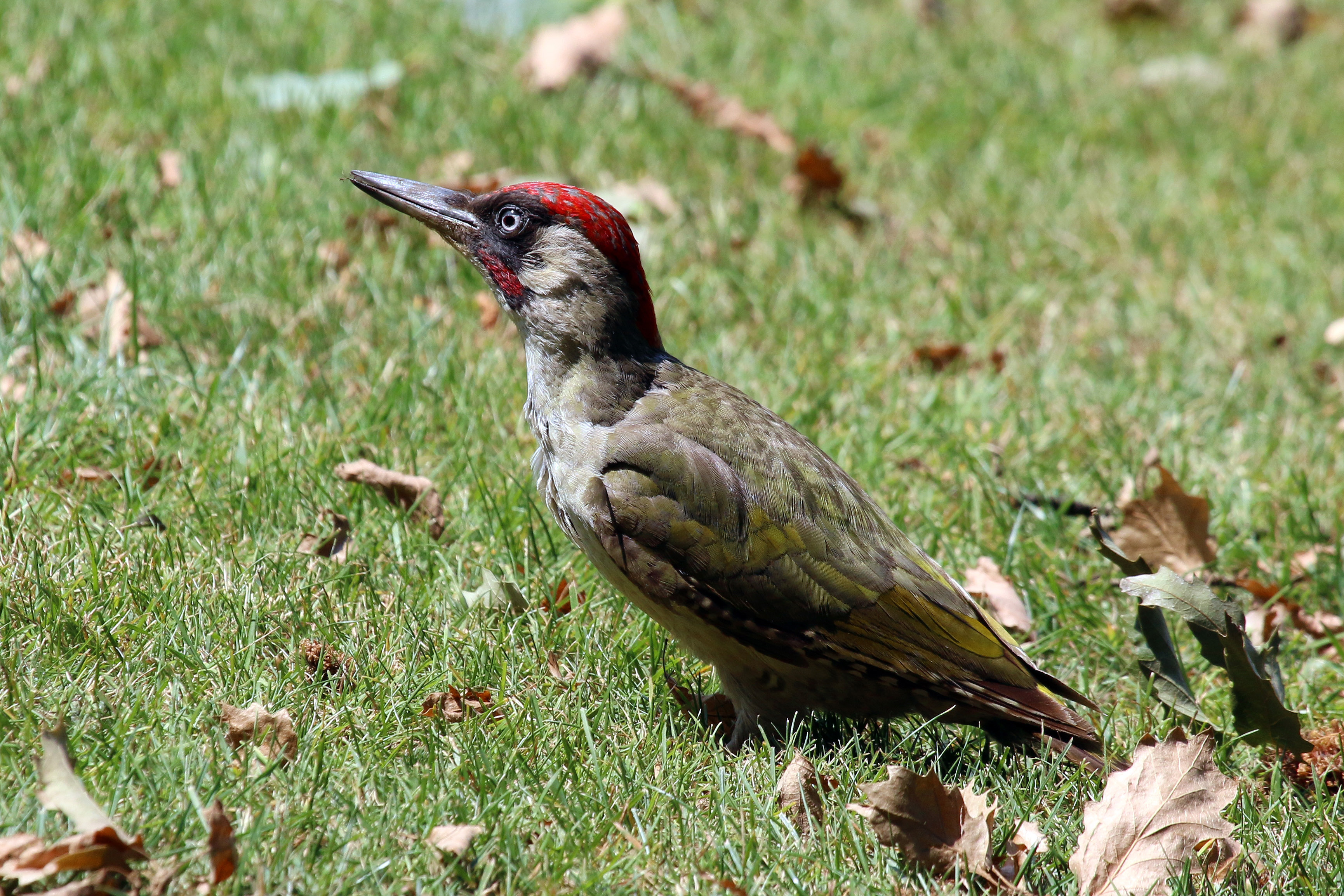
Il picchio verde (Picus viridis), rispetto al picchio rosso, è maggiormente legato al terreno.

#### Passeriformi e Picchi
Per i piccoli Passeriformi sono comuni le specie di bosco, come cince, codibugnoli e fringuelli; d'inverno arrivano dalle montagne altri piccoli uccelli di bosco, come il pettirosso, il codirosso spazzacamino, lo scricciolo, il regolo, il luì piccolo, il lucherino e specie più rare come la cinciarella, il fiorrancino e il picchio muratore. La primavera, annunciata dall'arrivo di rondini e rondoni, permette di sentire le voci di tutti i passeriformi, stanziali e migrati, intenti a corteggiare e nidificare. Si tratta del periodo della capinera, del luì grosso e dell'usignolo, difficili da vedere ma facili da sentire, mentre il pigliamosche e il codirosso comune compiono acrobazie dai rami degli alberi in cerca di insetti e il verzellino canta dall'alto della cima di un albero. Con la primavera gli uccelli cantano e nidificano; i grossi tronchi degli alberi del bosco, ricchi di buchi e cavità, forniscono un nido perfetto per gli uccelli "cavernicoli", ossia che non costruiscono il nido ma sfruttano le cavità naturali. La vocifera cinciallegra, per esempio, è tra i nidificanti più comuni, solita nidificare con numerose coppie ogni anno nelle cavità degli alberi. Altre specie avifaunistiche interessanti sono il rigogolo e la balia nera, presenti in estate e in primavera, e il tordo bottaccio, presente in autunno. Gli storni si foraggiano in gruppi nei prati e negli spazi aperti. Tra i Piciformi spiccano il picchio rosso maggiore, che si fa rintracciare nel fitto bosco dal rumore del becco battuto sugli alberi, e il picchio verde dal volo ondulato, legato ai prati e agli spazi più aperti.

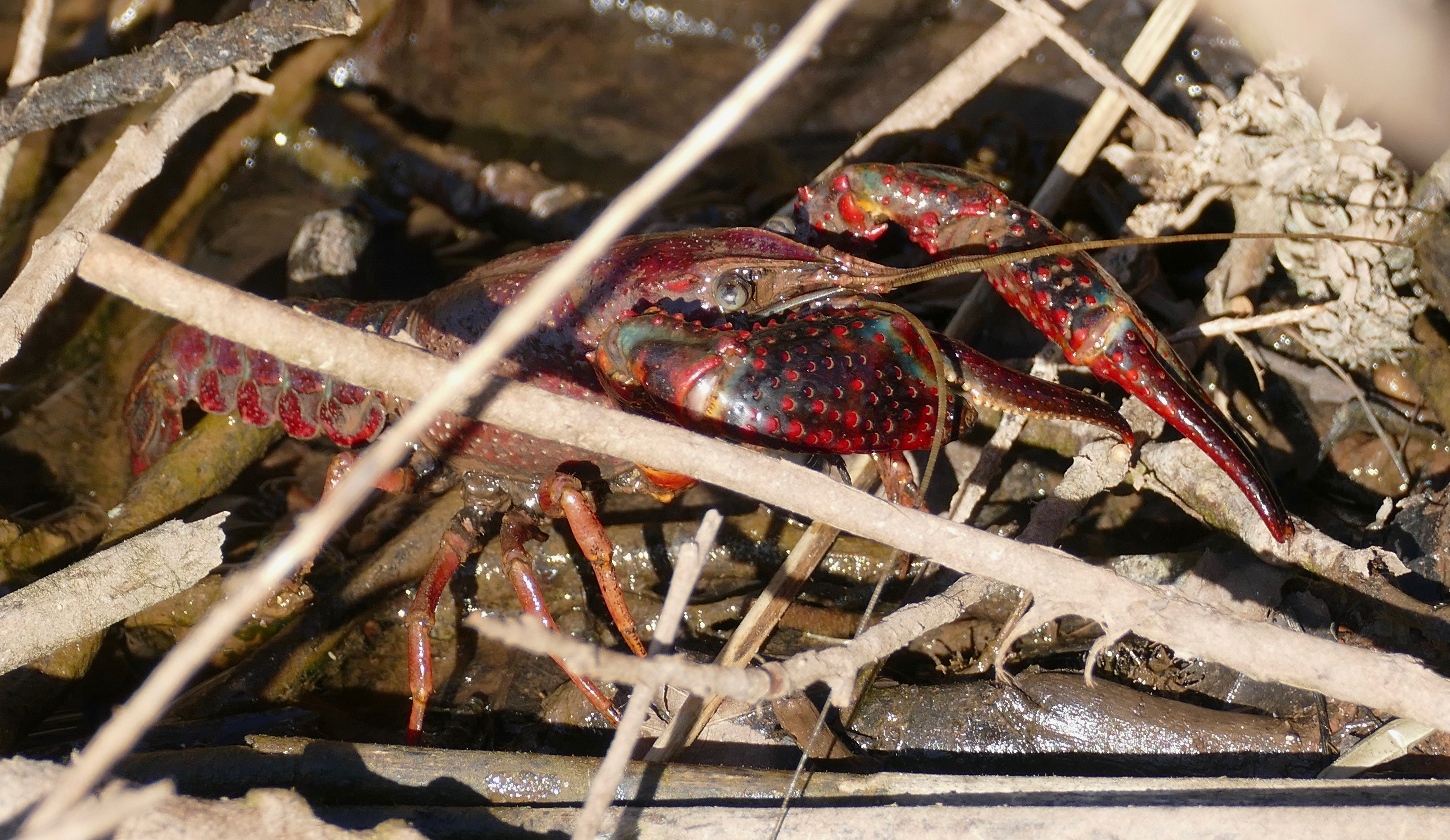
Il gambero rosso della Louisiana (Procambarus clarkii) è detto "gambero killer" perché è una specie invasiva, sempre più abbondante nel fossato e nei corsi d'acqua di Carpenedo.

### Pesci e Invertebrati
Tra le specie ittiche presenti nel fossato che circonda il Forte si annoverano: la carpa, il persico trota o boccalone, il persico sole o gobbetto, il pesce siluro, il pesce gatto e piccole minoranze di lucci. Tra le infinite specie di aracnidi le più importanti sono la falsa tarantola, il ragno vespa e il falangio. Tra gli insetti, alcune delle specie registrate sono la formica testa rossa, il lepiro cappuccino e la mosca scorpione. Tra le farfalle, si segnalano la farfalla egeria nelle zone boscate, e nei prati le bianche pieridi, la vanessa atalanta, la vanessa del cardo e l'argo azzurro. I molluschi sono rappresentati da chiocciole e limacce che escono dopo la pioggia; si tratta di specie comuni come la chiocciola zigrinata e l'elice nemorale, ma anche specie boschive come la limaccia rossa, la grande limaccia grigia e la grossa chiocciola borgognona. Gli stagni e i corsi d'acqua hanno subito inoltre il dannoso aumento del gambero rosso della Louisiana, il cosiddetto "gambero killer", una specie molto invasiva di gambero di fiume, introdotta dagli ambienti fluviali dell'America.

## Galleria d'immagini
Rettili e anfibi

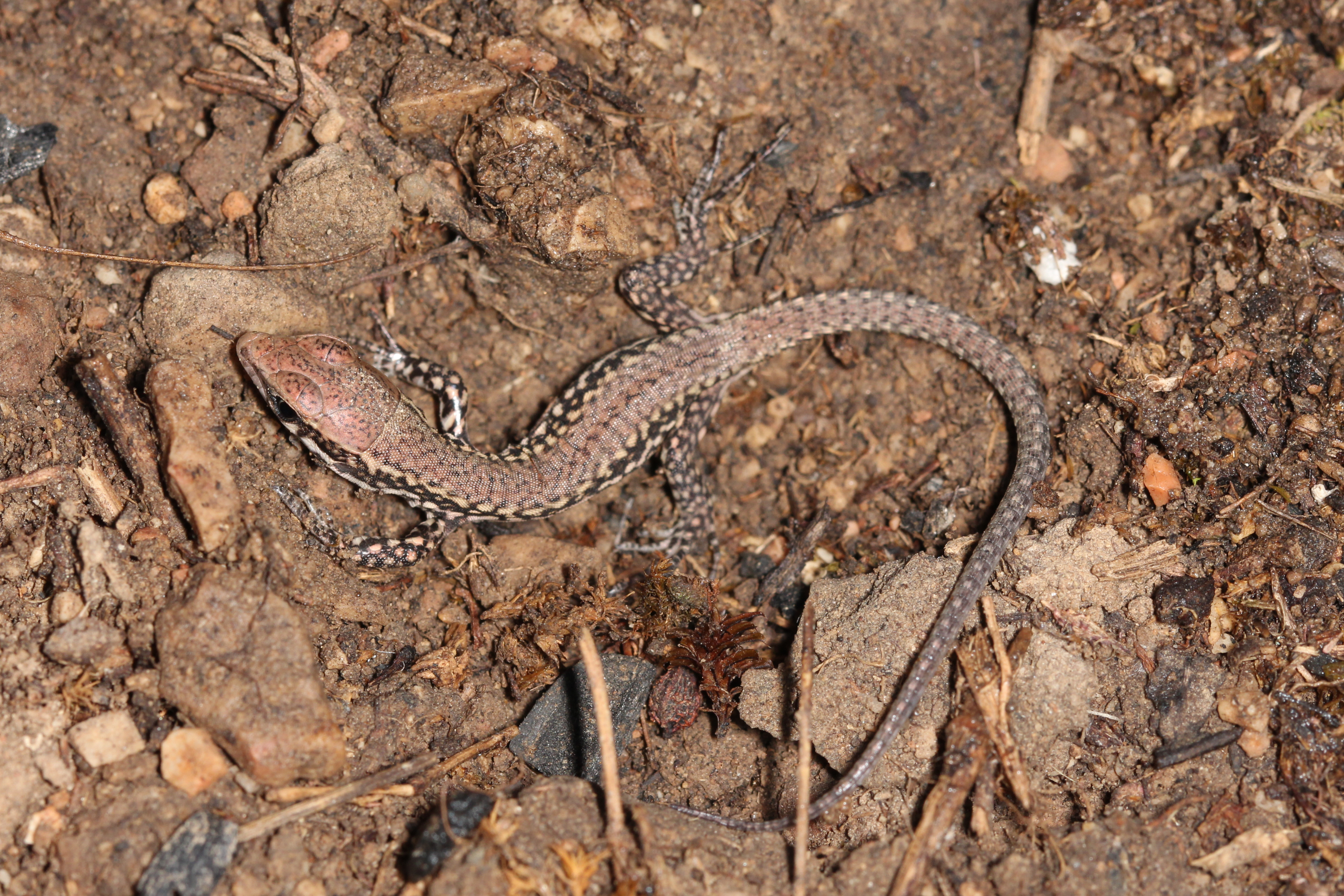
Lucertola muraiola (Podarcis muralis)
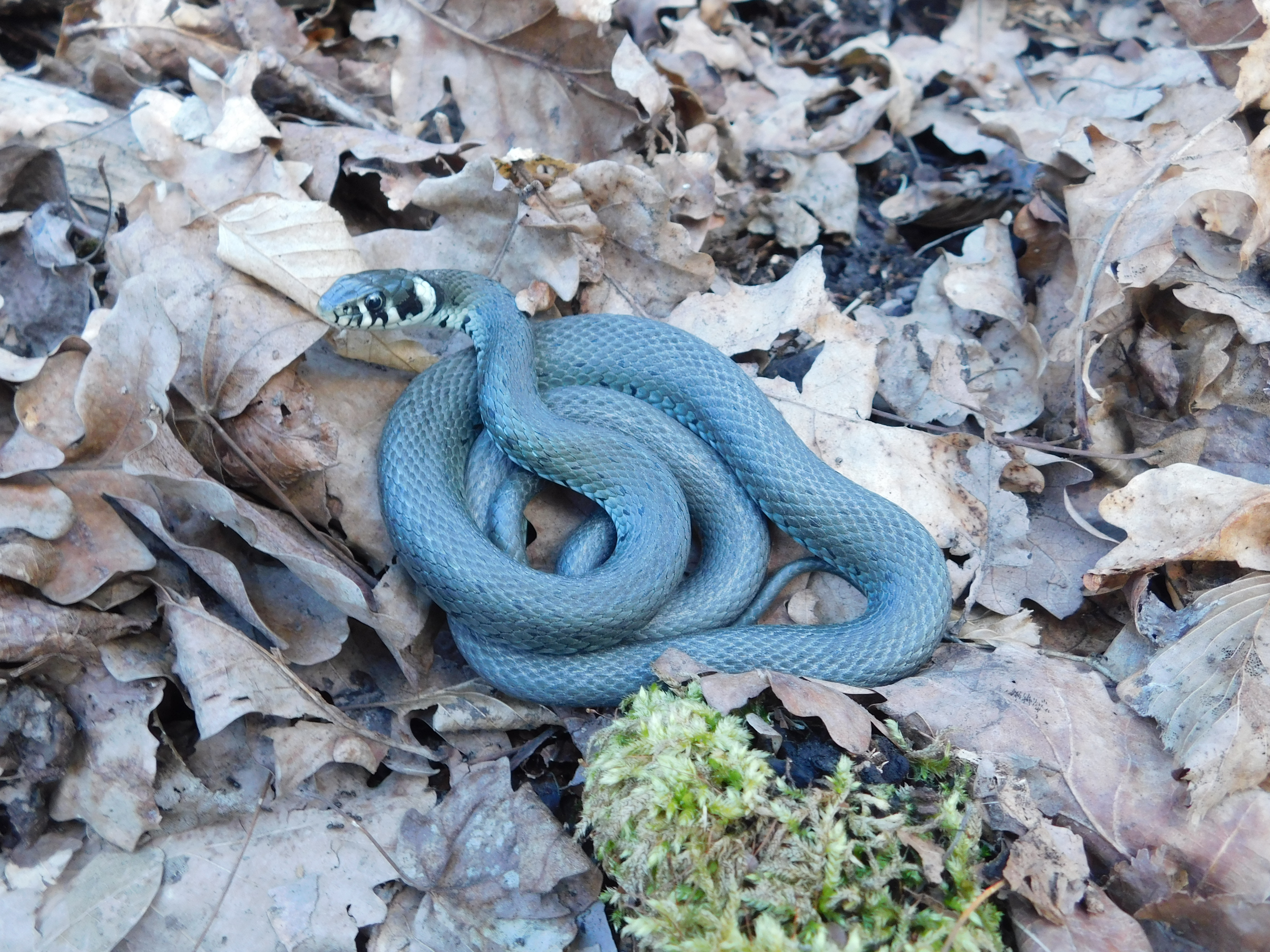
Natrice dal collare (Natrix natrix)
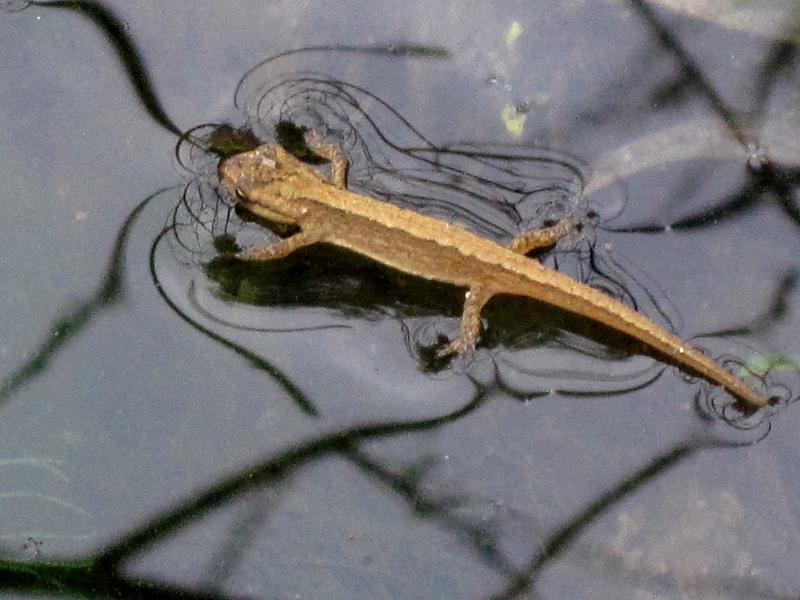
Tritone punteggiato (Lissotriton vulgaris)
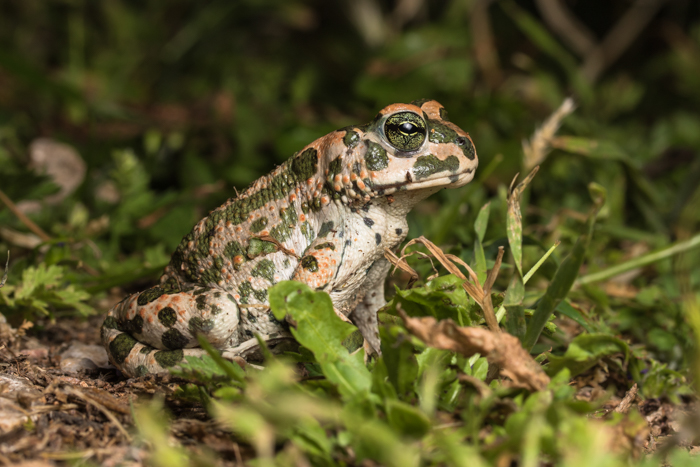
Rospo smeraldino (Bufotes viridis)
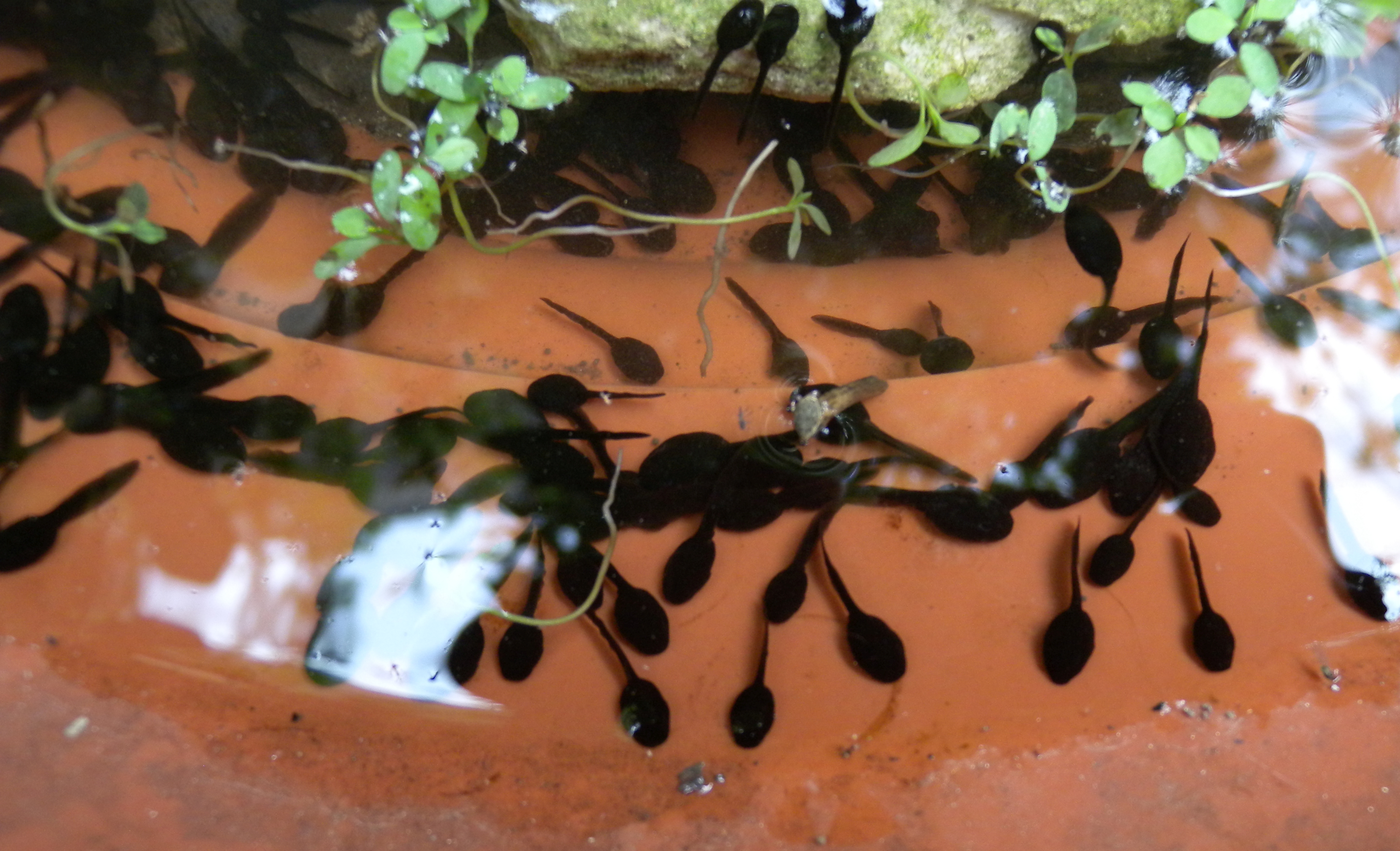
Girini di rospo smeraldino (Bufotes viridis)
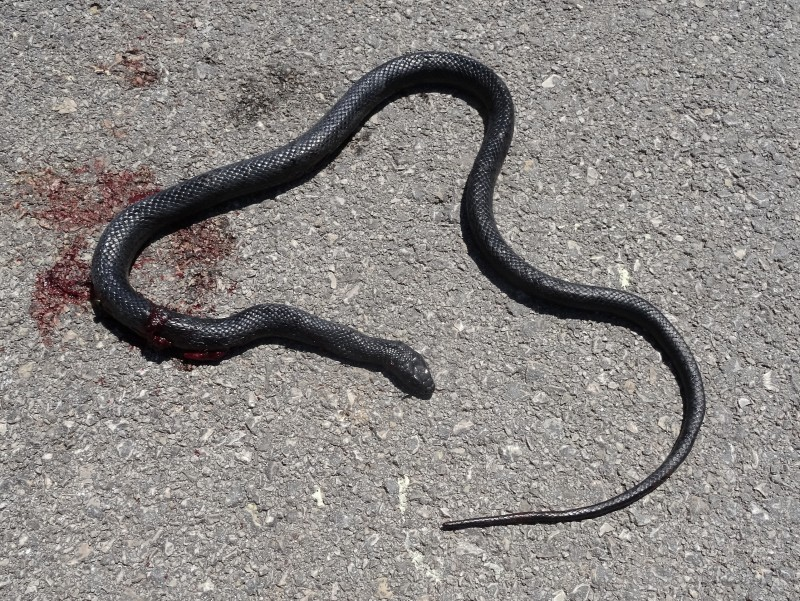
Biacco carbonaro (Hierophis viridiflavus carbonarius)

Uccelli stanziali (comuni tutto l'anno)

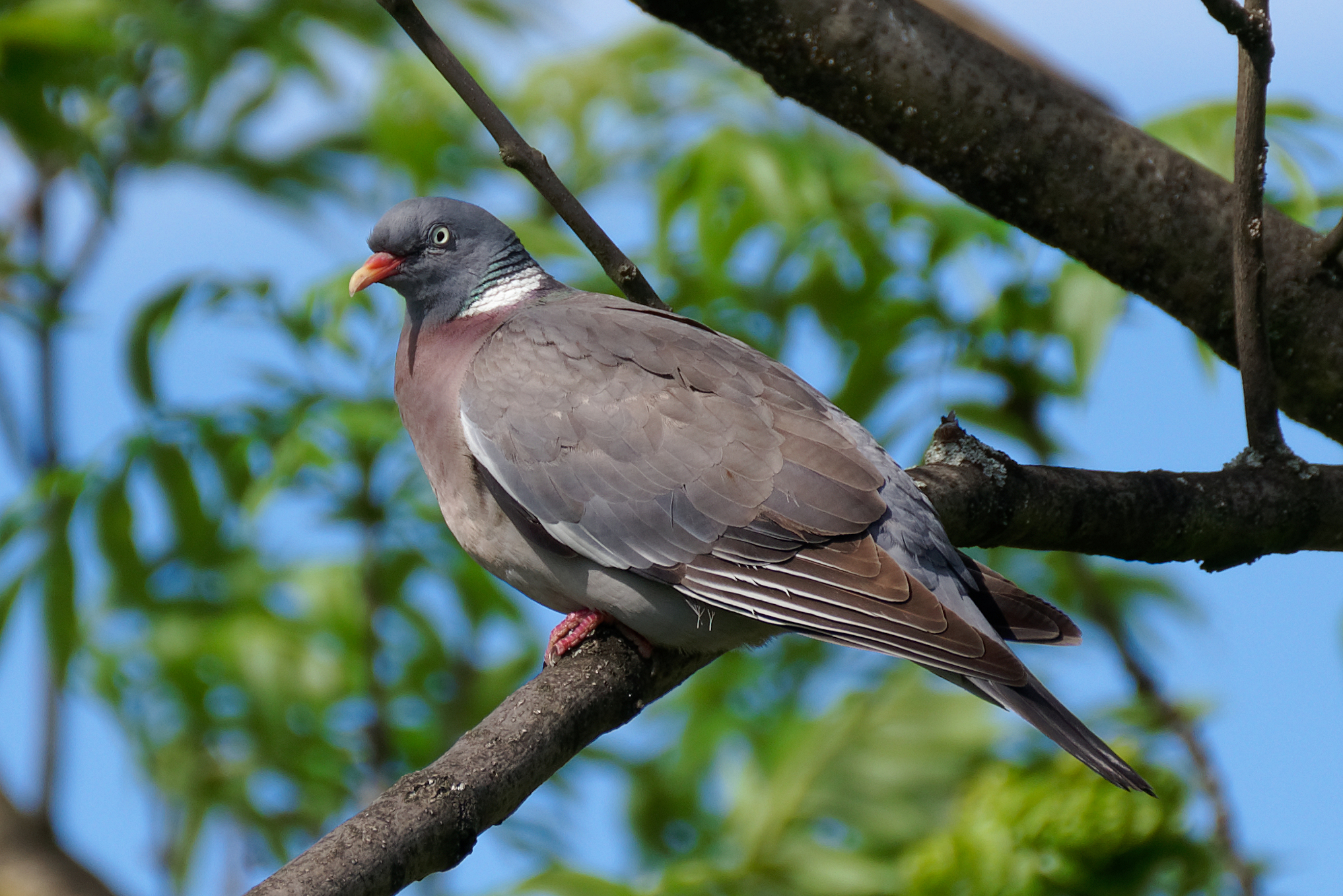
Colombaccio (Columba palumbus)
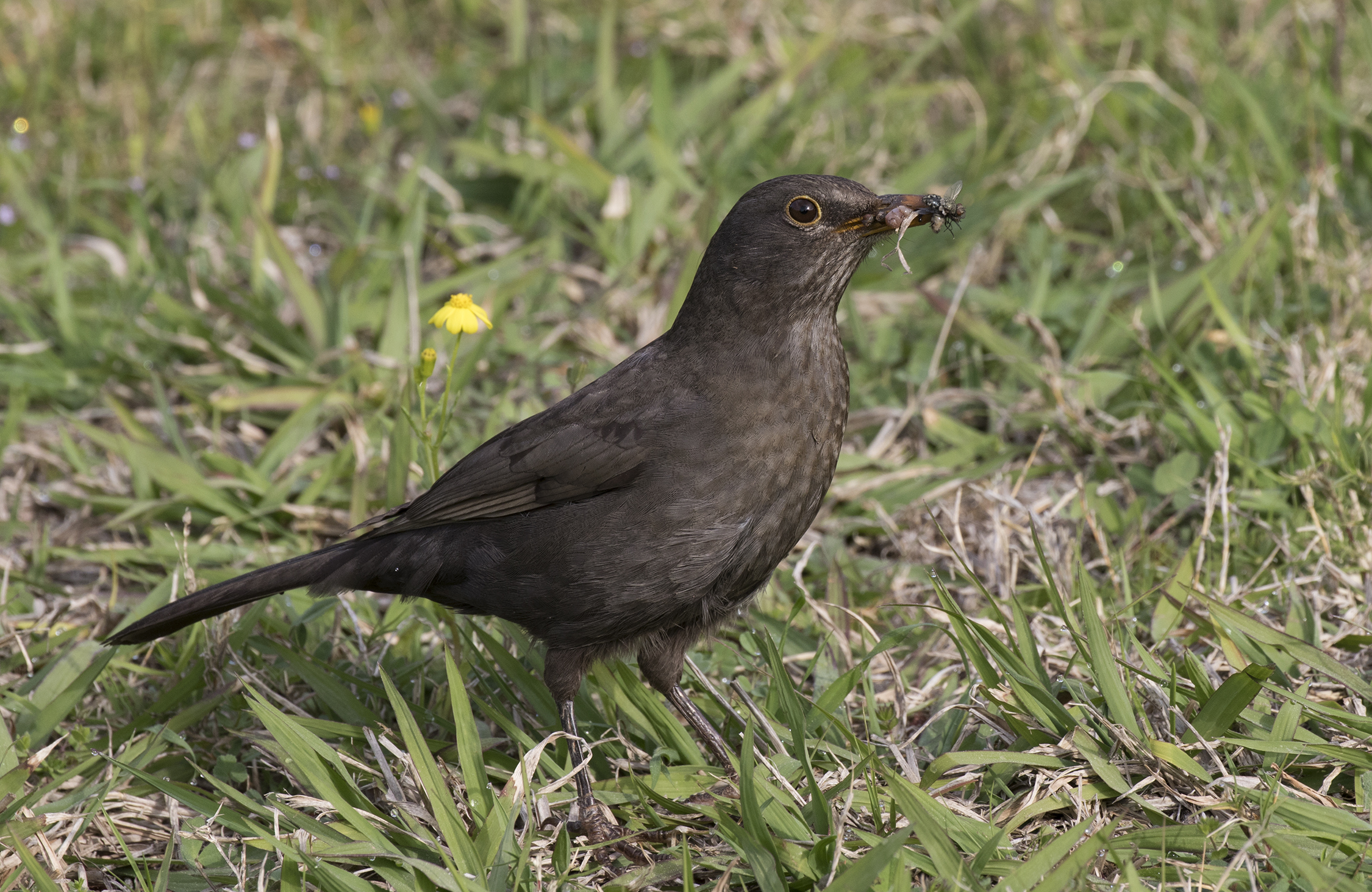
Merlo (Turdus merula)
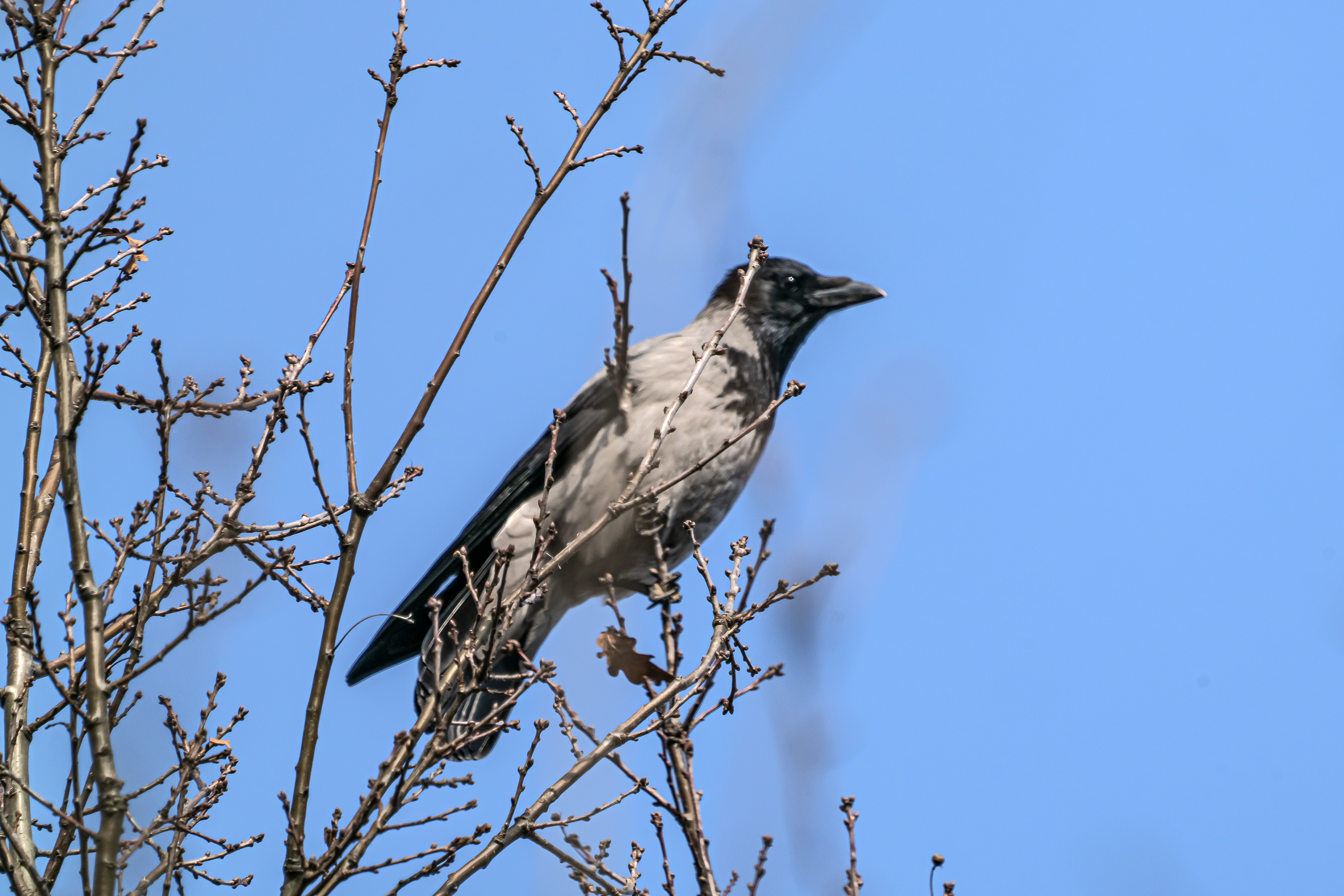
Cornacchia grigia (Corvus cornix)
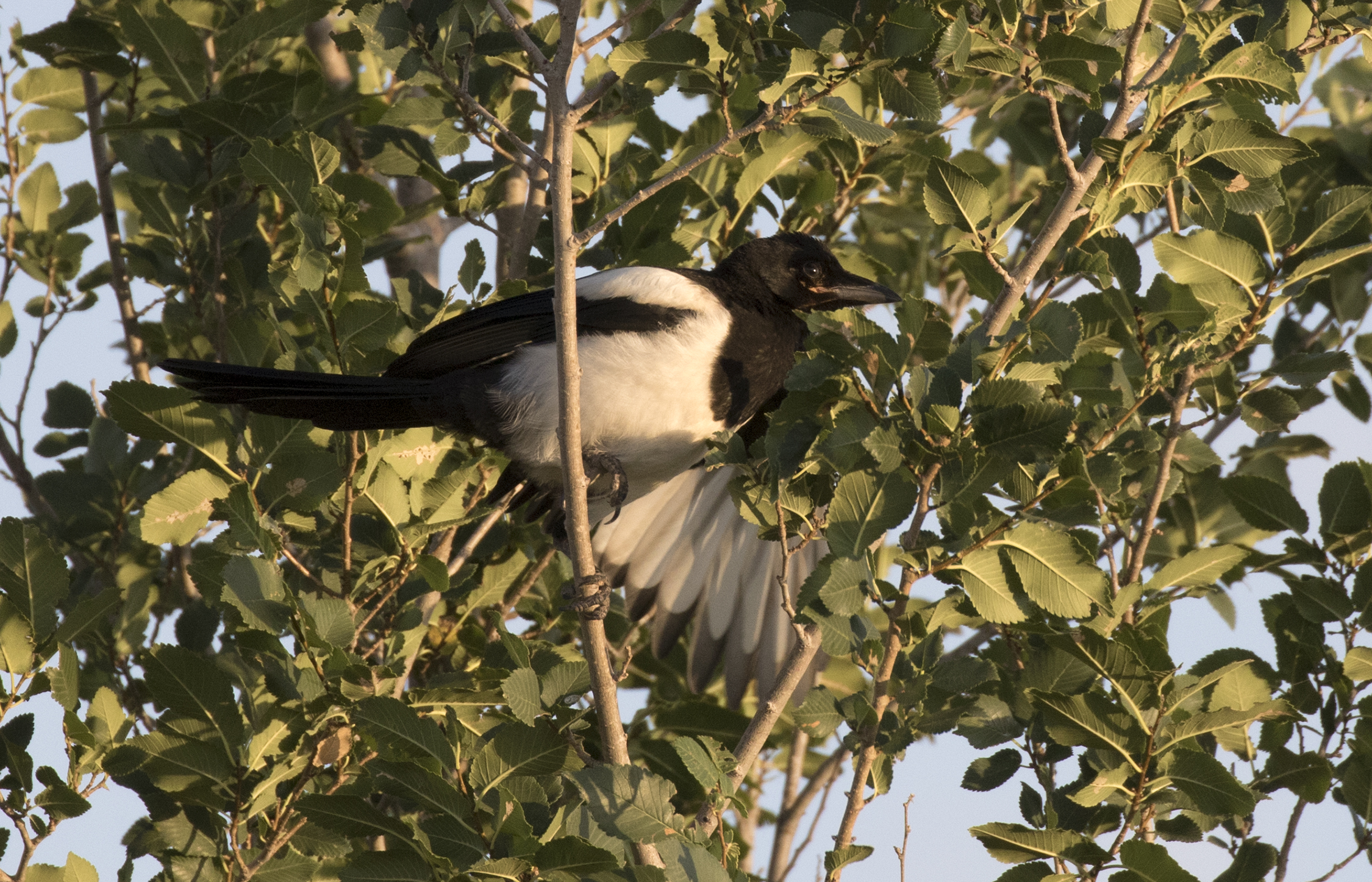
Gazza (Pica pica)
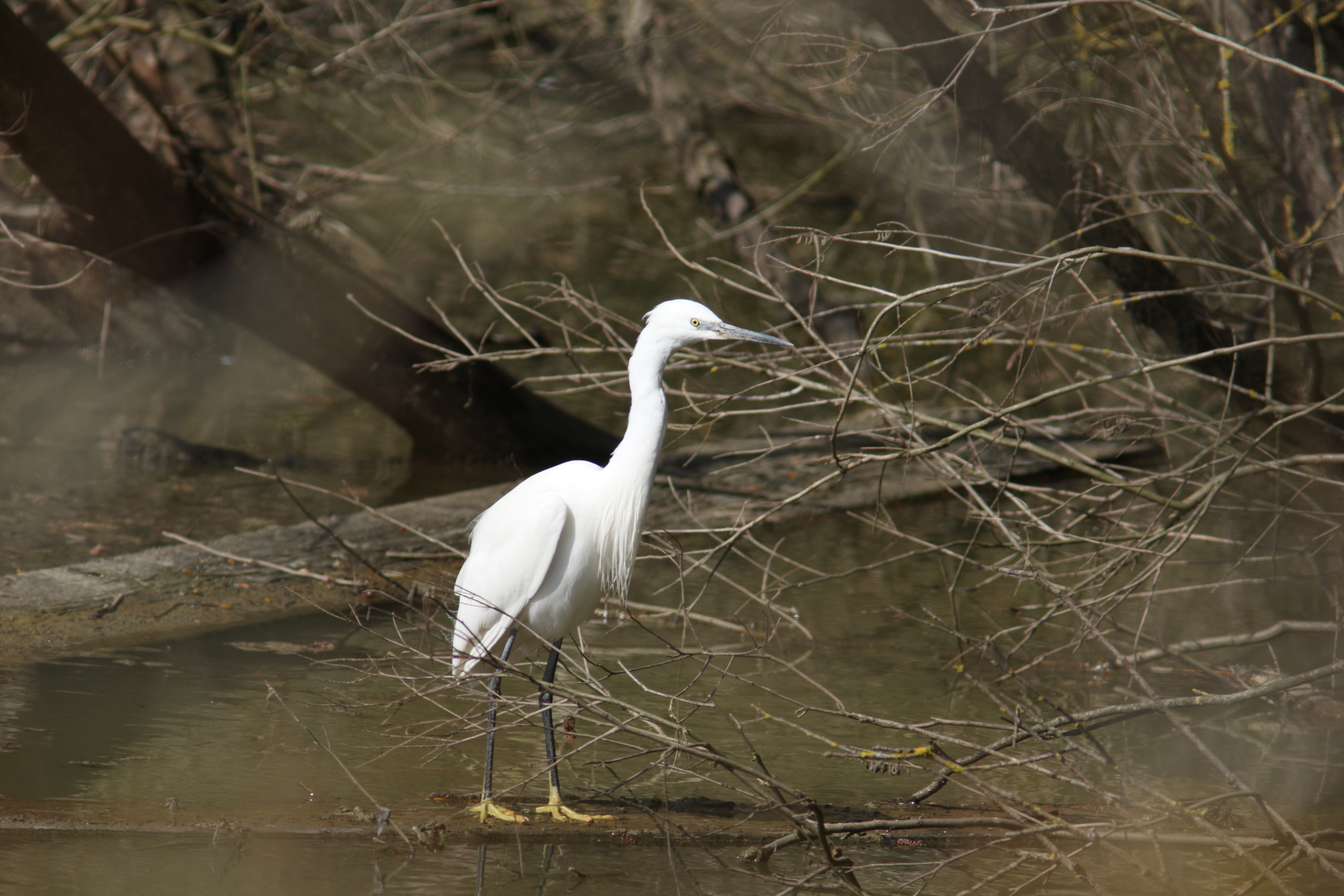
Garzetta (Egretta garzetta)
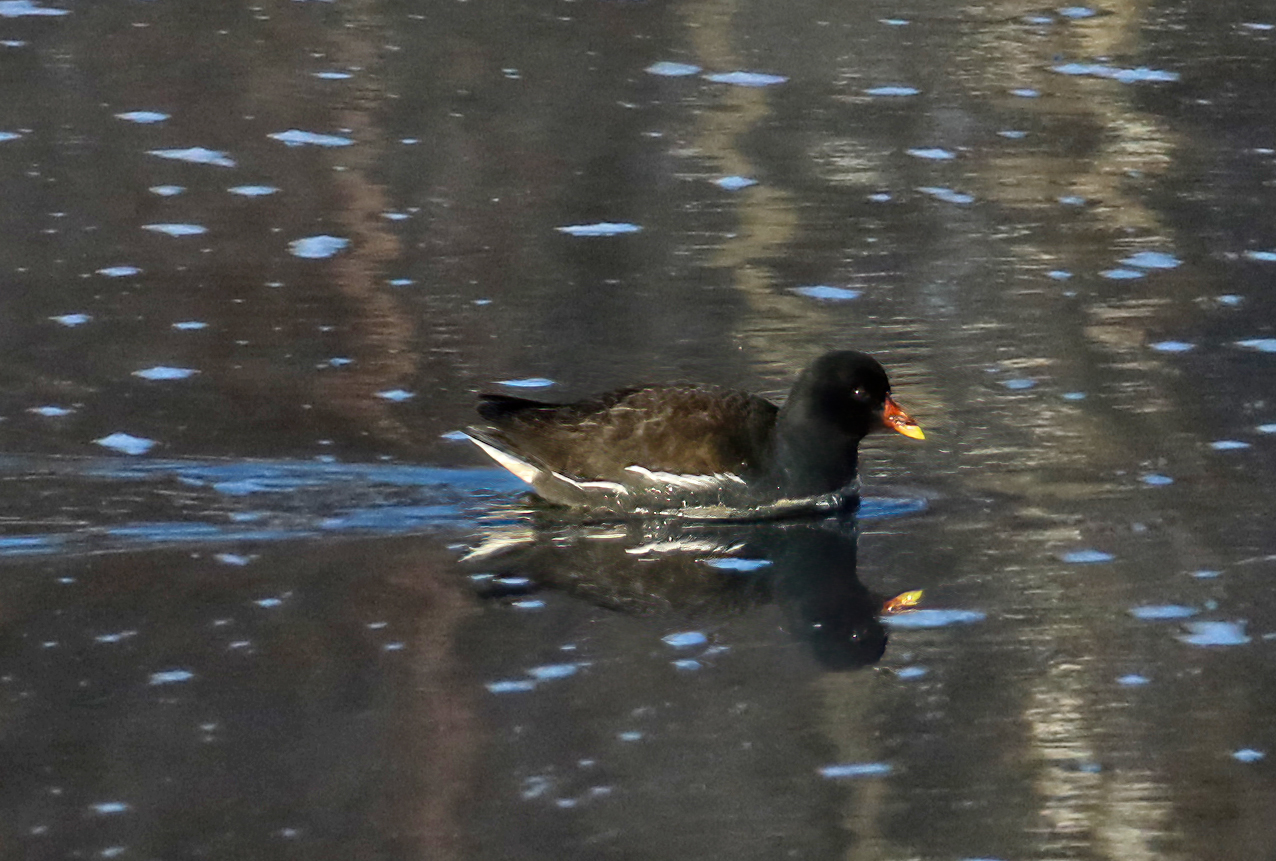
Gallinella d'acqua (Gallinula chloropus)

Uccelli svernanti (autunno-inverno)

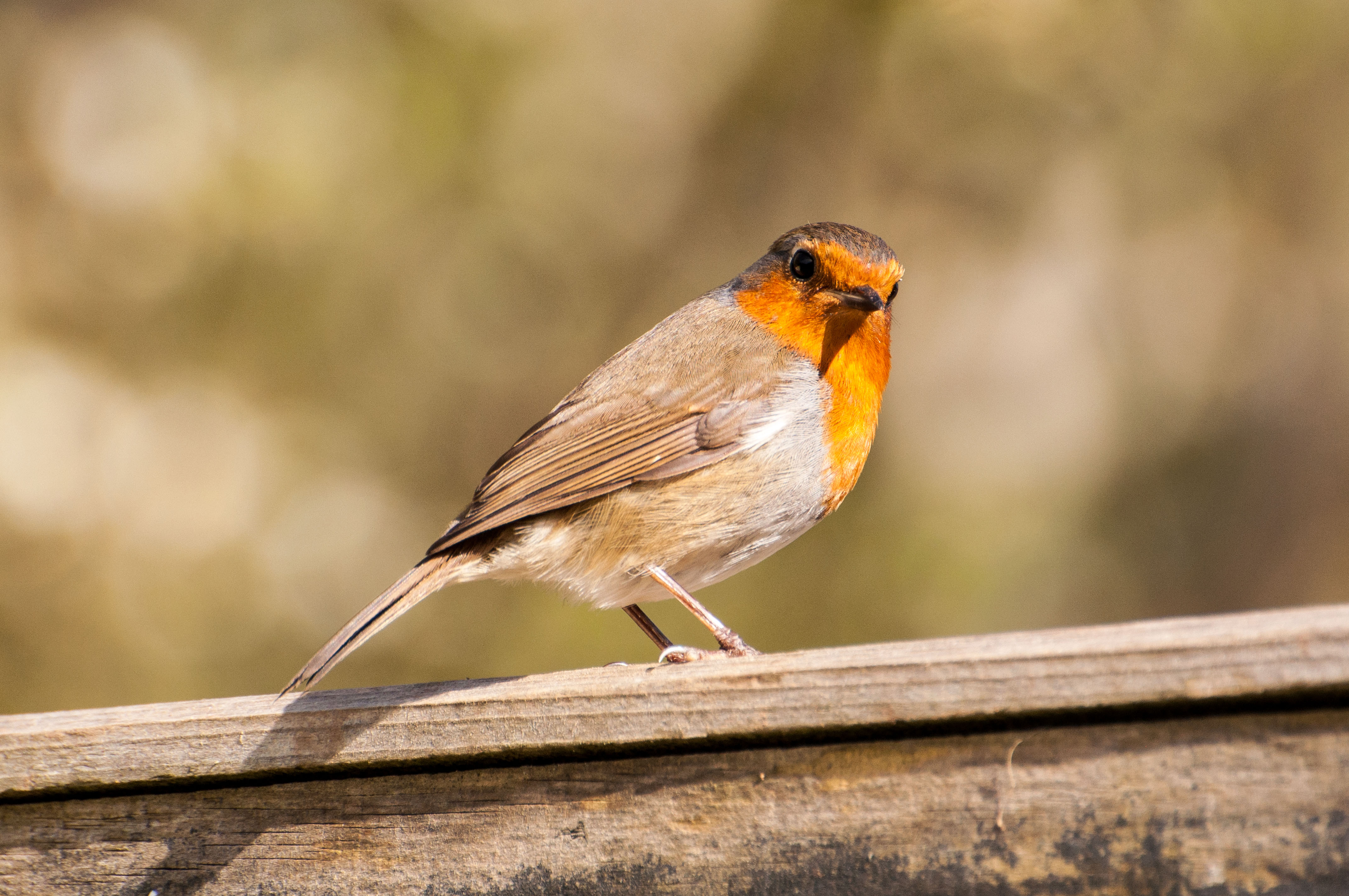
Pettirosso (Erithacus rubecula)
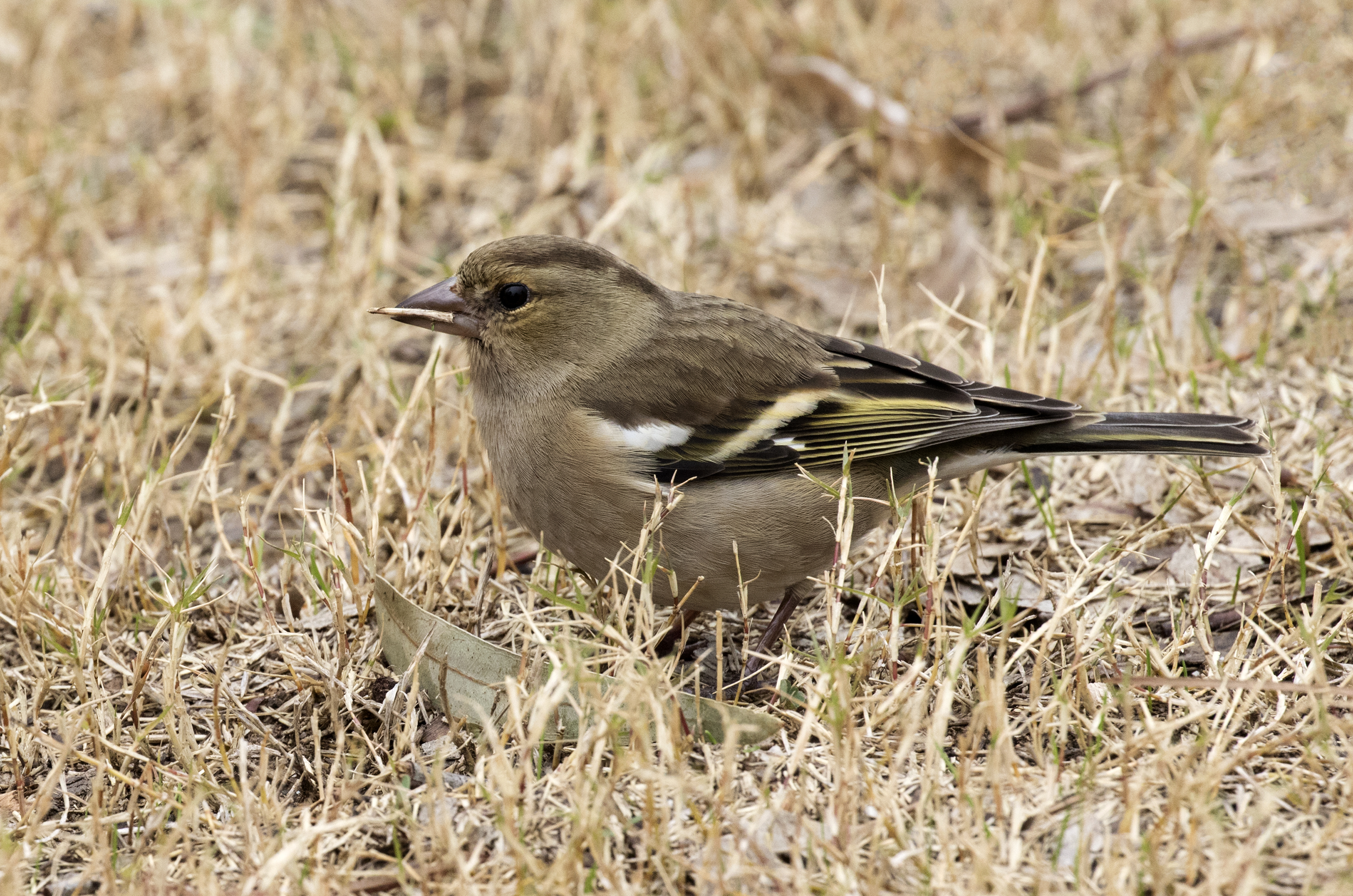
Fringuello (Fringilla coelebs)
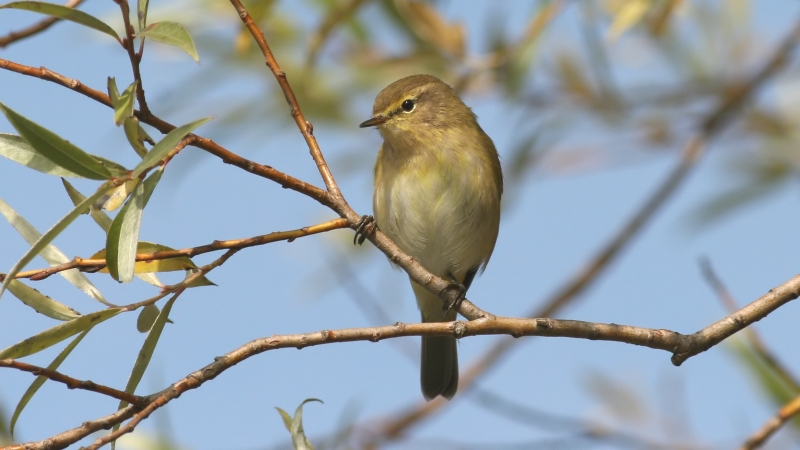
Luì piccolo (Phylloscopus collybita)
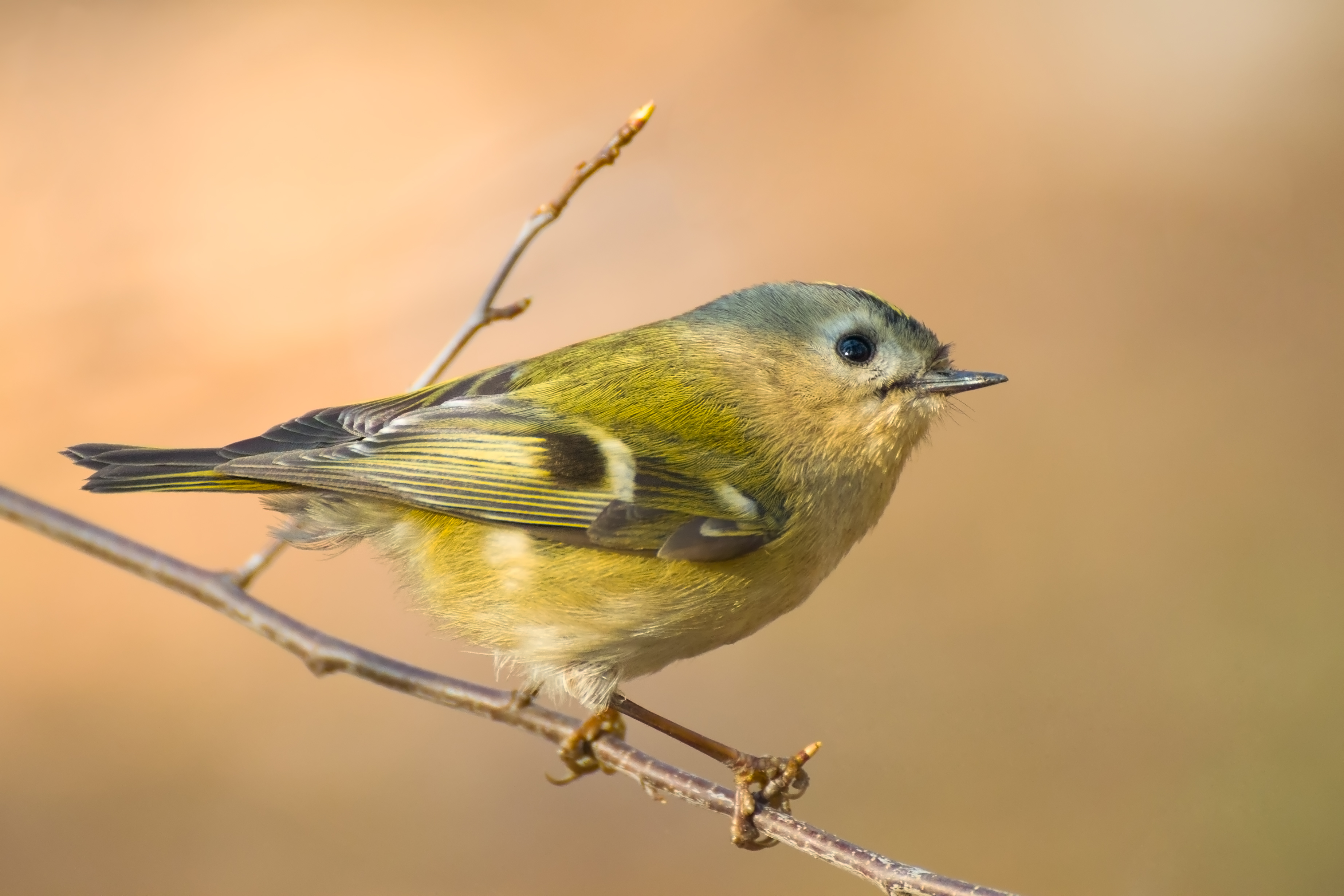
Regolo (Regulus regulus)
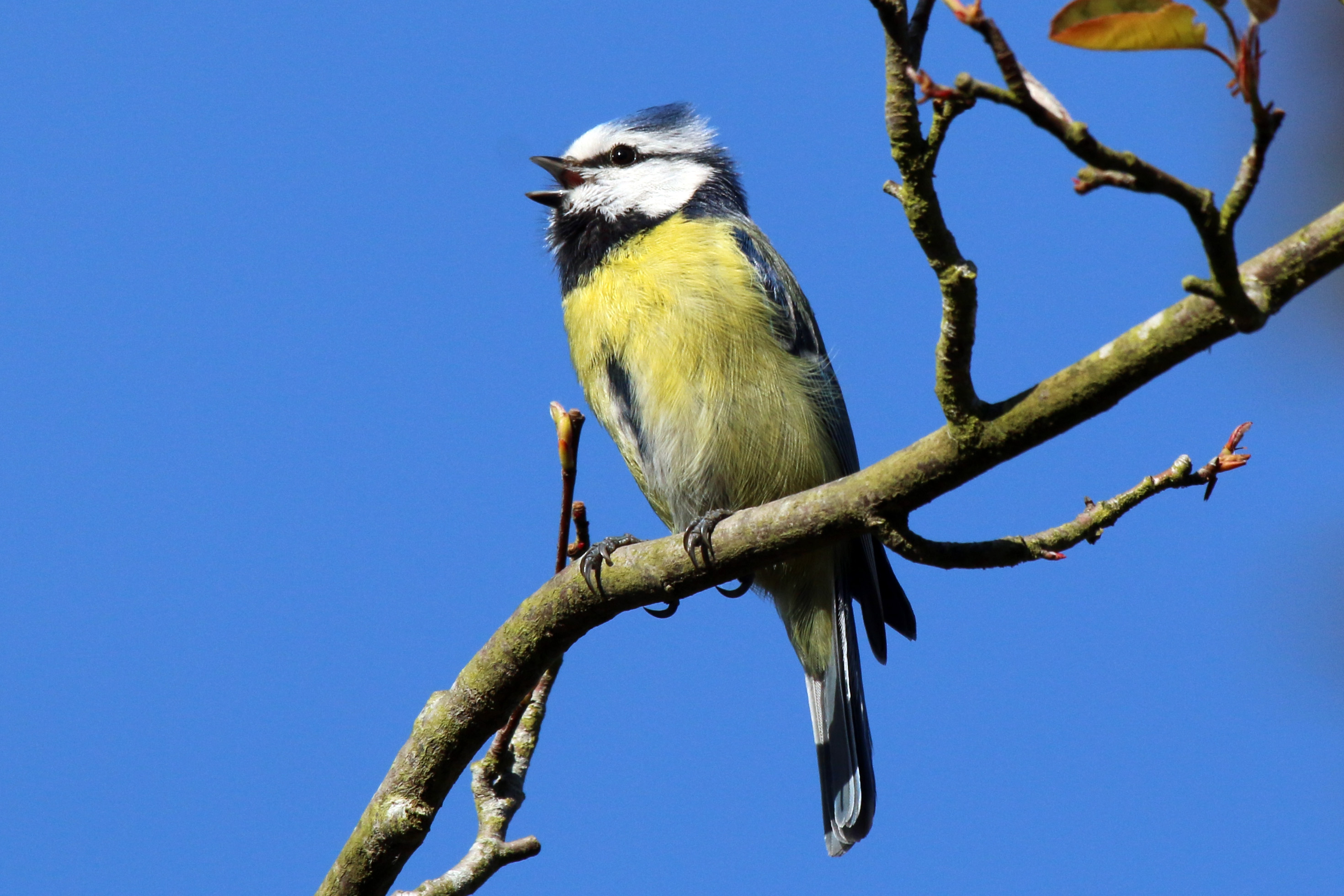
Cinciarella (Cyanistes caeruleus)
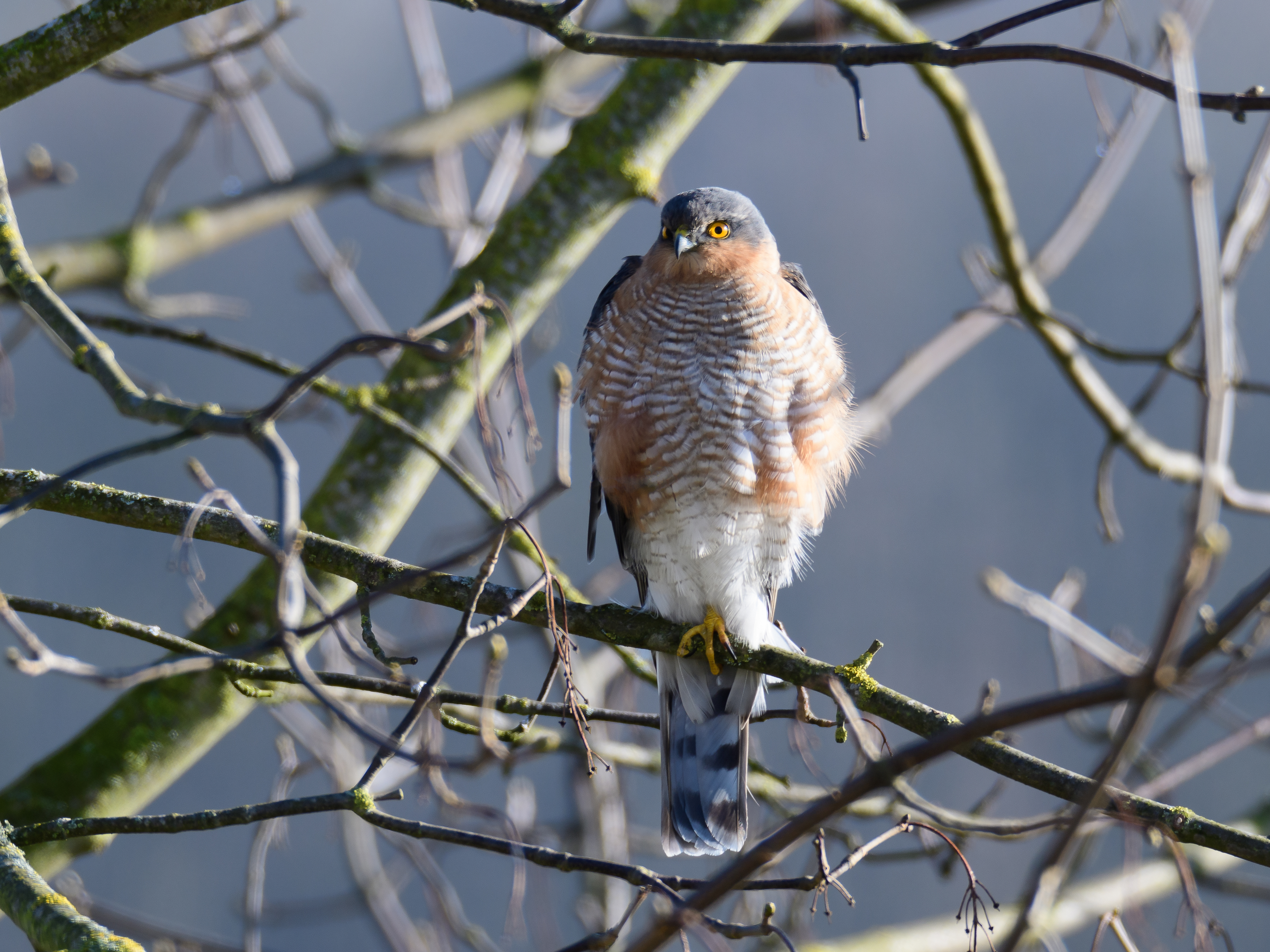
Sparviere (Accipiter nisus)

Uccelli nidificanti (primavera-estate)

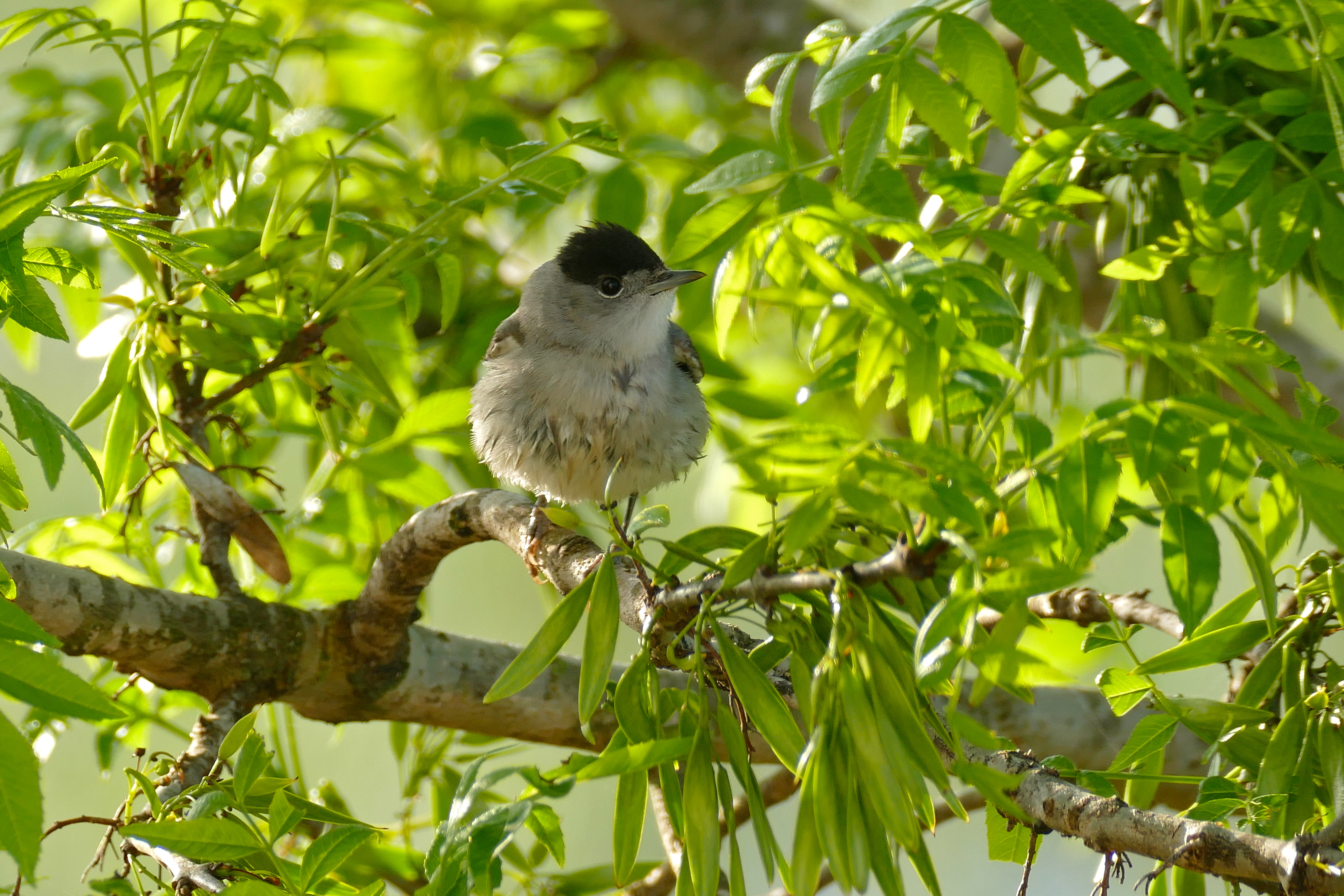
Capinera (Sylvia atricapilla)
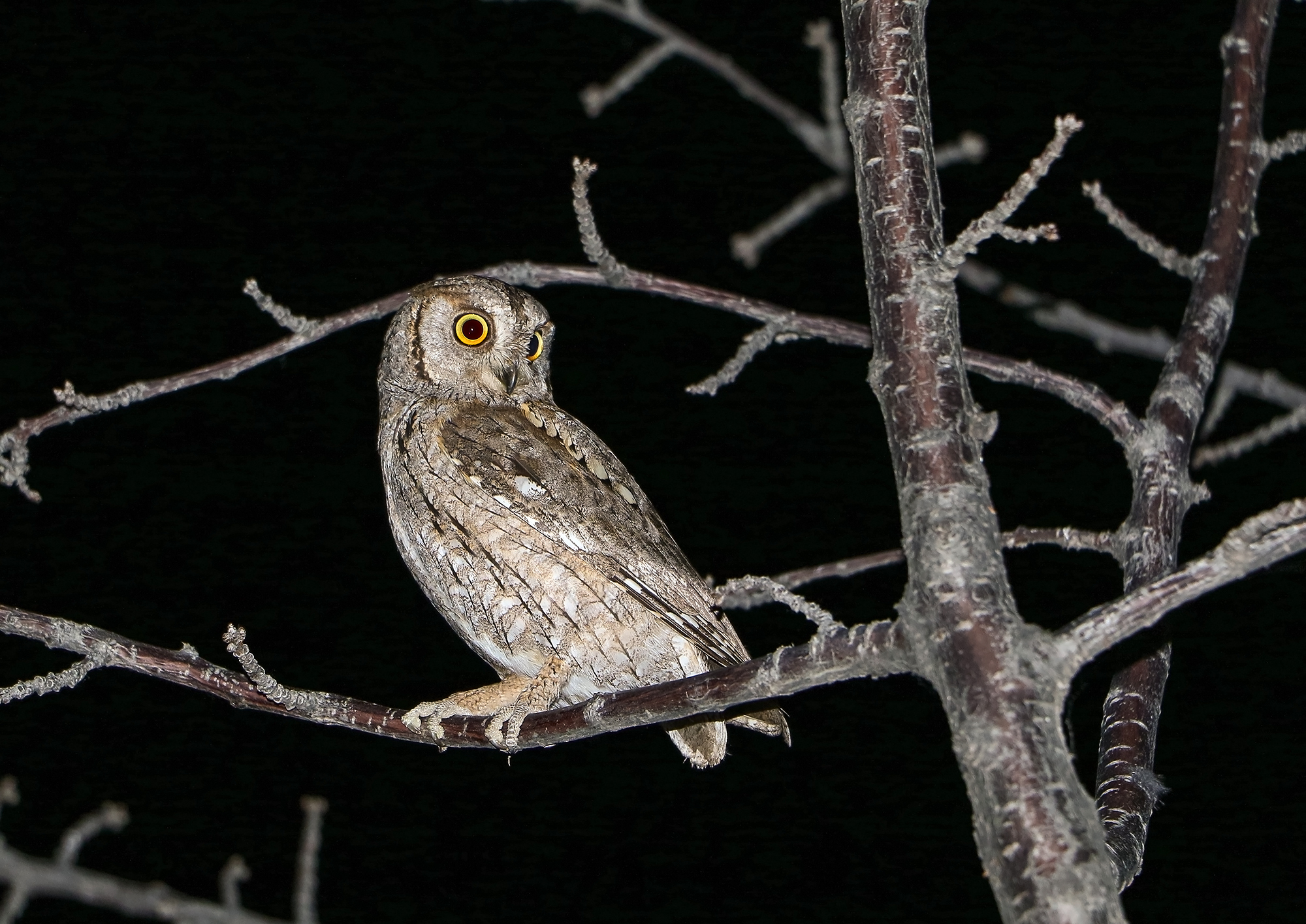
Assiolo (Otus scops)

## Il Forte

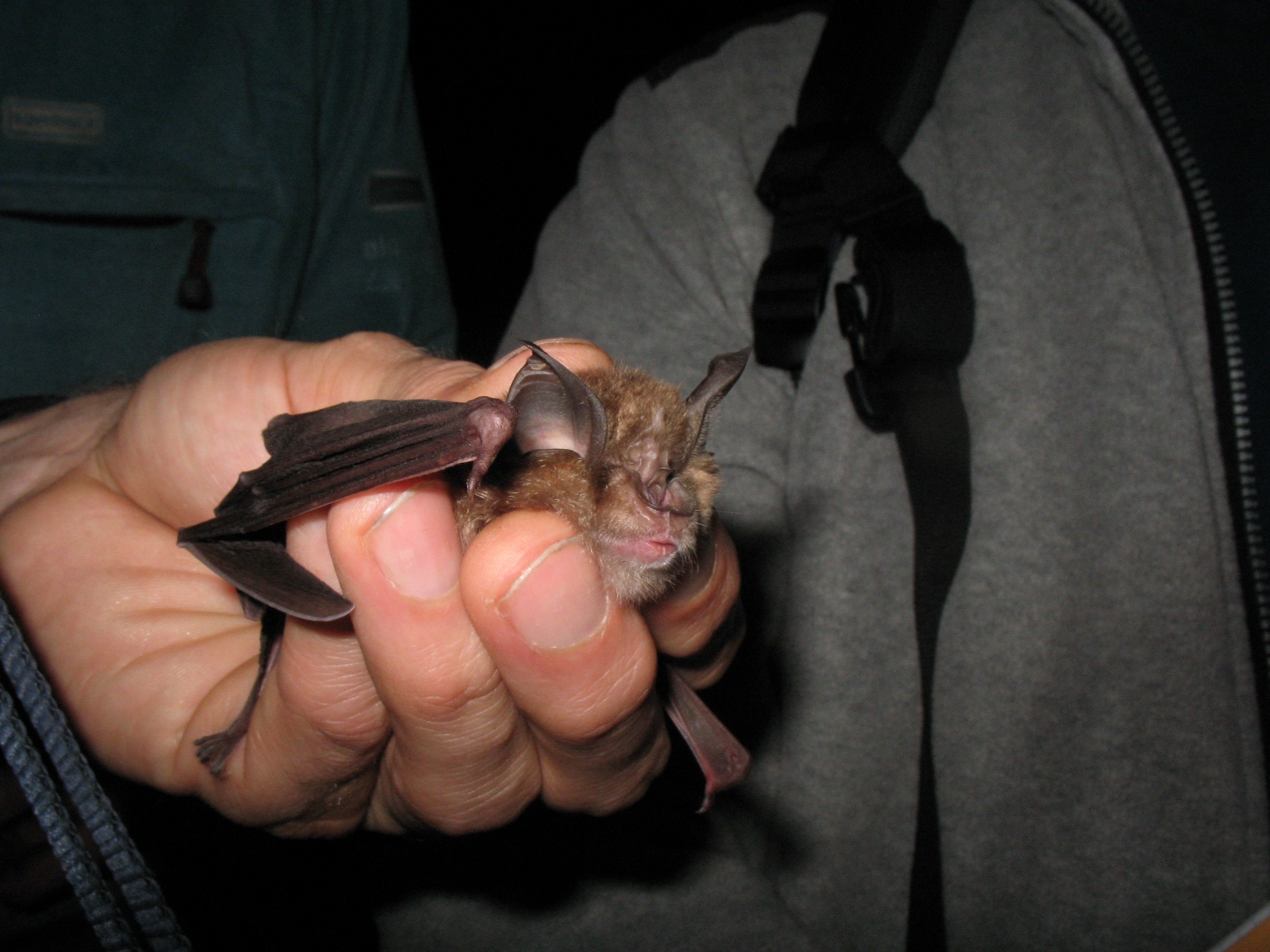
Ferro di cavallo maggiore (Rhinolophus ferrumequinum)

Area al cui interno sorge uno dei tre più antichi forti del cosiddetto “campo trincerato di Mestre”. L'area rientra in parte nel SIC IT3250010 Bosco di Carpenedo. Il contesto ambientale in cui è inserito il Forte Carpenedo e il suo Centro hanno della caratteristiche uniche e pregiate. Percorrendo il sentiero che si sviluppa lungo il perimetro dell’area del Forte Carpenedo, si possono fare degli incontri naturalistici del tutto inaspettati, considerando che siamo ad una manciata di secondi dal centro e dal traffico cittadino. Gli uccelli sono senz’altro gli animali che più facilmente è possibile osservare ed ascoltare. Essi frequentano in particolare le siepi, soprattutto durante le stagioni della migrazione: la primavera e l’autunno.

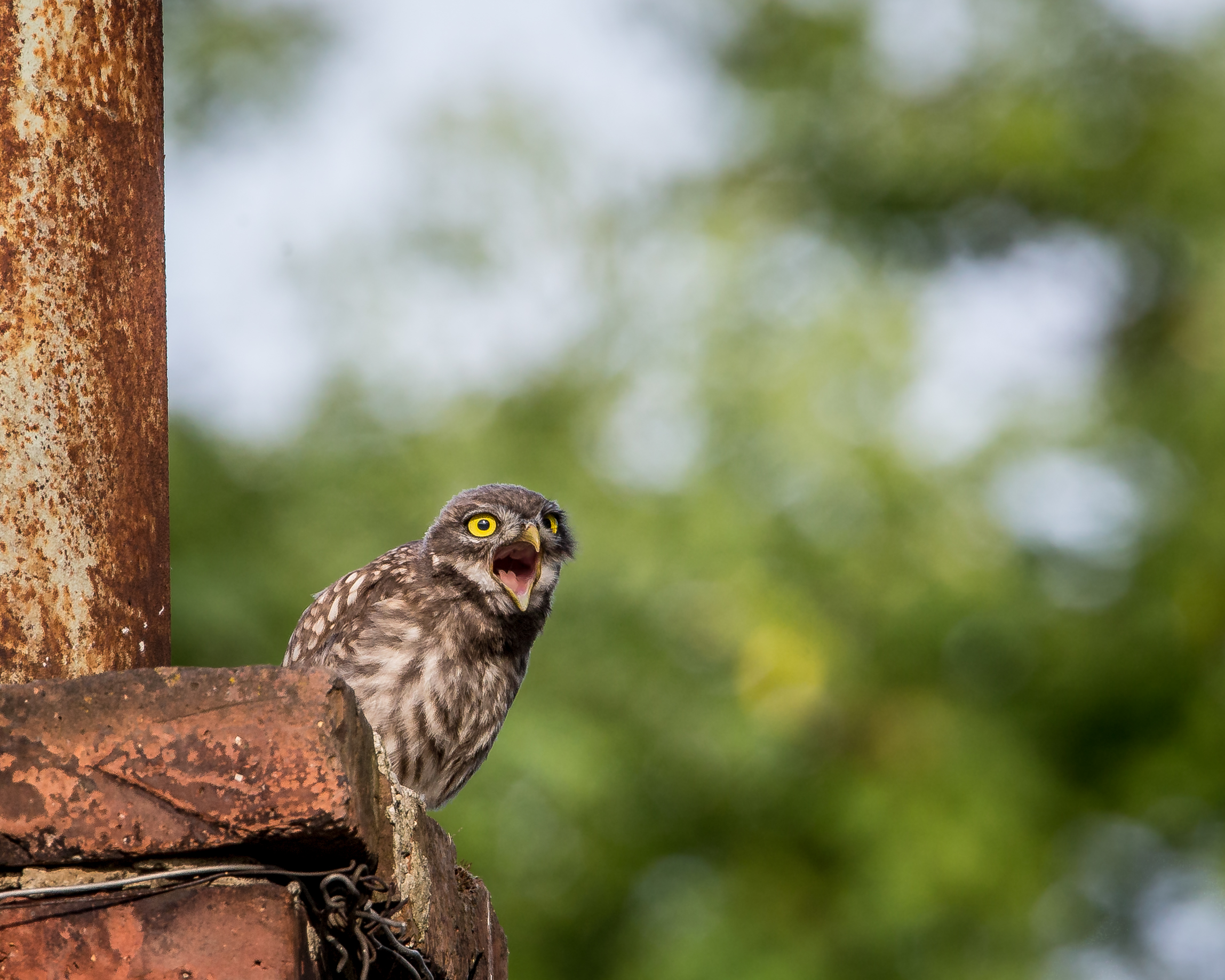
Civetta (Athene noctua)

Interessantissime sono le aree prative, che comprendono anche alcuni prati umidi, soggetti ad allagamento stagionale, in cui si sviluppa un interessante canneto. Certamente però, ciò che rende ancora più pregiati questi prati, sono le orchidee, divenute sempre più rare a causa della cieca cancellazione dei loro habitat più tipici.
Il forte costituisce un habitat ideale per i pipistrelli, come il ferro di cavallo maggiore, che trova al suo interno un habitat buio e perfetto per le sue esigenze. Tra gli uccelli, le civette sono solite frequentare i ruderi e le aree abbandonate e trasandate del forte.